# Szkoła złamanych serc
Szkoła złamanych serc (Heartbreak High) – serial dla młodzieży produkcji australijskiej z lat 1994–1999, traktujący o młodzieży uczącej się w szkole średniej Hartley High, znajdującej się w jednej z wieloetnicznych dzielnic Sydney.
Serial powstał na bazie filmu młodzieżowego The Heartbreak Kid z 1993 roku. Fabuła toczy się wokół przyjaźni uczniów, ich pierwszych miłości, domowych i szkolnych kłopotów, problemów z wejściem w dorosłe życie. Wielowątkowa akcja podejmuje tematy, z którymi zmaga się młodzież w codziennym życiu, jak seks, antykoncepcja, ciąża, narkotyki i alkohol. W Polsce serial ten emitowany był na kanałach TVP1 oraz TVN.
Od 27 listopada 2020 roku serial jest dostępny w serwisie Netflix Polska.
W 2020 roku Netflix zapowiedział reboot serialu o tym samym tytule, którego premiera odbyła się we wrześniu 2022 roku.

## Obsada
| Aktor                 | Postać                       | Odcinki                     |
| --------------------- | ---------------------------- | --------------------------- |
| Elly Varrenti         | Irini Poulos                 | 1 – 8                       |
| Isabella Gutierrez    | Chaka Cardenes               | 1 – 14                      |
| Tai Nguyen            | Jack Tran                    | 1 – 22                      |
| Sarah Lambert         | Christina Milano             | 1 – 26                      |
| Hugh Baldwin          | Mr. Graham Brown             | 1 – 26                      |
| Jan Adele             | Ruby                         | 1 – 26                      |
| Nico Lathouris        | George Poulos                | 1 – 30                      |
| Alex Dimitriades      | Nicolas ‘Nick’ Poulos        | 1 – 38                      |
| Katherine Halliday    | Rossette ‘Rose’ Malouf Tran  | 1 – 49                      |
| Doris Younane         | Yola Fatoush                 | 1 – 52                      |
| Tony Martin           | Mr. William ‘Bill’ Southgate | 1 – 52                      |
| Corey Page            | Steve Wiley                  | 1 – 65                      |
| Scott Major           | Peter Rivers                 | 1 – 65                      |
| Abi Tucker            | Jodie Cooper                 | 1 – 65                      |
| Despina Caldis        | Effie Poulos                 | 1 – 65                      |
| Stephen O’Rourke      | Jim Deloraine                | 1 – 69                      |
| Salvatore Coco        | Costa ‘Con’ Bordino          | 1 – 71                      |
| Emma Roche            | Danielle Miller              | 1 – 91                      |
| Peta Toppano          | Stella Ioannou               | 9 – 28                      |
| Ada Nicodemou         | Katerina ‘Kat’ Ioannou       | 16 – 28                     |
| Kym Wilson            | Sam Robinson                 | 29 – 36                     |
| Ivar Kants            | Roberto Bordino              | 29 – 96                     |
| Barbara Gouskos       | Helen Bordino                | 29 – 96                     |
| Alexandra Brunning    | Lucy Weston                  | 30 – 56                     |
| Vince Poletto         | Matt Logan                   | 39 – 97                     |
| Kym Wilson            | Sam Robinson                 | 53 – 65                     |
| Ada Nicodemou         | Katerina Ioannou             | 54 – 130                    |
| Inge Hornstra         | Allie Matts                  | 55 – 87                     |
| Ian Bliss             | Mr. Andrew Bell              | 56 – 78                     |
| Jon Pollard           | Alan Bolton                  | 66 – 95/ gościnnie od 1     |
| Denni Gordon          | Ms. Rhonda ‘Ronnie’ Brooks   | 67 – 130                    |
| Diane Craig           | Principal June Dyson         | 69 – 92                     |
| Rupert Reid           | Declan Costello              | 72 – 104                    |
| Tara Jakszewicz       | Anastasia ‘Stassy’ Sumich    | 73 – 97                     |
| Simon Baker           | Mr. Thomas ‘Tom’ Summers     | 80 – 87                     |
| Sebastian Goldspink   | Charles ‘Charlie’ Byrd       | 81 – 130                    |
| Rebecca Smart         | Melanie Black                | 95 – 117                    |
| Lara Cox              | Anita Scheppers              | 98 – 210                    |
| Rel Hunt              | Ryan Scheppers               | 98 – 186                    |
| Tina Bursill          | Hilary Scheppers             | 98 – 133                    |
| Callan Mulvey         | Bogdan Drazic                | 99 – 210                    |
| Peter Sumner          | Principal Les Bailey         | 99 – 134                    |
| Nina Liu              | Stephanie ‘Mai Hem’ Tan      | 104 – 153                   |
| Rebecca Smart         | Melanie Black                | 122 – 136                   |
| Fleur Beaupert        | Nikki Ruark                  | 131 – 169                   |
| Jeremy Lindsay Taylor | Kurt Peterson                | 131 – 186                   |
| Nathalie Roy          | Sarah Livingstone            | 139 – 150, 154-186          |
| Elaine Hudson         | Kath Livingstone             | 139 – 150                   |
| Andrea Moor           | Principal Di Barnett         | 131 – 186                   |
| Marcel Bracks         | Lee Delaine                  | 153 – 200                   |
| Morna Seres           | Jill Delaine                 | 153 – 200                   |
| John Walton           | Nat Delaine                  | 153 – 185                   |
| Mario Gamma           | D’espo                       | 137, 151 – 210              |
| Frederick Miragliotta | Gerard Albers                | 133 – 152                   |
| Putu Winchester       | Dennis Klinsmann             | 170 – 210/ gościnnie od 131 |
| Tasneem Roc           | Thania Saya                  | 175 – 210                   |
| Bianca Nacson         | Gem Whitley                  | 186 – 209                   |
| Luke Jacobz           | Zac Croft                    | 187 – 210                   |
| Elena Carapetis       | Jackie Kassis                | 187 – 210                   |
| John Gregg            | Principal Alan Carson        | 187 – 210                   |
| Dominic Purcell       | Todd Gillespie               | 189 – 192, 210              |
| Danny Raco            | Marco Vialli                 | 191 – 210                   |
| Katherine Hicks       | Tess Mason                   | 201 – 210                   |
| Mark Owen-Taylor      | Tim Mason                    | 201 – 210                   |
| Leeanna Walsman       | Jet                          | 171 – 174                   |

## Przegląd sezonów
| Sezon | Sezon | Odcinki | Premierowa emisja (Network 10 – sezony 1-4; ABC – sezony 5-7 /BBC Two) | Premierowa emisja (Network 10 – sezony 1-4; ABC – sezony 5-7 /BBC Two) |
| Sezon | Sezon | Odcinki | Premiera sezonu                                                        | Finał sezonu                                                           |
| ----- | ----- | ------- | ---------------------------------------------------------------------- | ---------------------------------------------------------------------- |
|       | 1     | 38      | 27 lutego 1994 (AUS)                                                   | 27 listopada 1994 (AUS)                                                |
|       | 2     | 14      | 21 maja 1995 (AUS)                                                     | 13 sierpnia 1995 (AUS)                                                 |
|       | 3     | 13      | 20 sierpnia 1995 (AUS)                                                 | 12 listopada 1995 (AUS)                                                |
|       | 4     | 26      | 26 marca 1996 (UK)                                                     | 11 listopada 1996 (AUS)                                                |
|       | 5     | 39      | 3 grudnia 1996 (UK)                                                    | 19 czerwca 1997 (AUS)                                                  |
|       | 6     | 40      | 23 czerwca 1997 (AUS)                                                  | 8 września 1998 (AUS)                                                  |
|       | 7     | 40      | 8 grudnia 1998 (UK)                                                    | 9 listopada 1999 (UK)                                                  |

## Lista odcinków

### Sezon 1 (1994)
| 1 | Tough Start                  | Michael Jenkins  | Peter Neale     | 27 lutego 1994       |
| Po wakacjach uczniowie wracają do szkoły. Tam poznają nową koleżankę Jodie i świeżo zatrudnioną nauczycielkę Christine, która nie może sobie poradzić z wyjątkowo nieznośną klasą. |                              |                  |                 |                      |
| 2 | The Incendiary Rap Song      | Michael Jenkins  | Tim Gooding     | 6 marca 1994         |
| Okazuje się, że Jodie świetnie rapuje. Nauczyciele i dyrektor zakazują jej robienia tego w szkole. Z tego powodu dochodzi do buntu uczniów. Temat podejmuje także gazetka szkolna. Uczniowie nadal protestują, a tymczasem dyrektor zawiesza gazetkę. Wybucha więc nowy protest przeciwko odbieraniu uczniom prawa do wolności słowa. Rozpoczynają się przygotowania do strajku okupacyjnego. Po stronie uczniów staje nowa nauczycielka Yola. |                              |                  |                 |                      |
| 3 | A Football Team              | Graham Thorburn  | David Phillips  | 13 marca 1994        |
| Nick wraz z przyjaciółmi chcą grać podczas przerw szkolnych w piłkę nożną. Nie mogą tego robić na boisku, gdyż jest ono zarezerwowane dla reprezentacji szkoły. Gra na betonie, przed szkołą, jest natomiast niebezpieczna i chłopcy otrzymują zakaz gry. Aby mogli korzystać z boiska, muszą mieć trenera. Nowa nauczycielka Christina decyduje się pełnić tę funkcję. Do nowej drużyny chce jednak przystąpić także Danielle. Chłopcy nie wyobrażają sobie dziewczyny w drużynie. Wyznaczają jej więc trudny test, który jednak Danielle przechodzi pomyślnie; odtąd chłopcy nie mają już wyboru. W szkole rozchodzi się plotka o romansie Nicka i Jodie. Dziewczyna chce nagrać kilka piosenek, które zamierza przedstawić agentowi z wytwórni płytowej. |                              |                  |                 |                      |
| 4 | First Hitch                  | Graham Thorburn  | Craig Wilkins   | 20 marca 1994        |
| Rivers, kolega Nicka, jest zamieszany w kradzież samochodu. Do szkoły przychodzi po niego policja. Nauczyciel WF-u pomaga chłopakowi wyjaśnić całe zajście, dzięki temu Rivers nie zostaje aresztowany. W zamian naprawia nauczycielowi samochód. Nick spędza noc z Jodie. Rano wraca do domu, gdzie czekają na niego zaniepokojeni rodzice. Po wysłuchaniu syna postanawiają zaprosić Jodie na kolację. |                              |                  |                 |                      |
| 5 | Desire for Freedom           | Ian Gilmour      | Michael Cove    | 27 marca 1994        |
| Nick opuszcza się w nauce. Ojciec nakazuje mu więc wracać do domu zaraz po szkole i nadrabiać zaległości. Za wszystko wini jego dziewczynę. Nick buntuje się i wyprowadza do Jodie. Od swoich rodziców wyprowadza się także nauczycielka Christine. Postanawia zamieszkać z koleżanką, Yolą. Po przesłuchaniu w wytwórni, Judie otrzymuje propozycję współpracy z zespołem rockowym, ale w innym mieście. Po rozmowie z matką Nicka, Jodie postanawia zerwać ich związek. Nick wraca do rodziców. |                              |                  |                 |                      |
| 6 | Solidarity                   | Ian Gilmour      | Michael Cove    | 3 kwietnia 1994      |
| Jedna z dziewcząt ze szkoły opuszcza się w nauce. Stale sprawia wrażenie zmęczonej. Okazuje się, że jej matka wyjechała do Salwadoru, skąd pochodzi cała rodzina, by odnaleźć ojca uwięzionego przez juntę. Chaka natomiast musi zarabiać na życie i opiekować się młodszym bratem. Nie daje sobie rady z nadmiarem obowiązków, a koledzy postanawiają jej pomóc. Mimo to rodzeństwu Chaki grozi pobyt w domu dziecka. Sprawą zajmują się nauczycielki: Christine i Yola. Zabierają całą trójkę do siebie. Rodzice wracają w porę, problem zostaje rozwiązany. |                              |                  |                 |                      |
| 7 | A Great Help                 | Shirley Barrett  | Leon Saunders   | 10 kwietnia 1994     |
| Nowa drużyna piłki nożnej nie odnosi zbyt wielkich sukcesów. Rośnie natomiast konto porażek. Zawodnicy niecierpliwią się, gdyż uważają, że to wina trenerki – jednej z nauczycielek. Matka Nicka godzi się zostać menedżerem zespołu, ale jego ojciec nie chce się podjąć funkcji trenera. Gdy w końcu daje się namówić chłopcom, jego żona, matka Nicka, ulega groźnemu wypadkowi. |                              |                  |                 |                      |
| 8 | Despair                      | Shirley Barrett  | Sally Webb      | 17 kwietnia 1994     |
| Matka Nicka, ciężko ranna na skutek wypadku, umiera. Rodzina nie potrafi pogodzić się z tą stratą. Przyjaciele próbują pomóc Nickowi w trudnych chwilach. Jego dom ciągle jest pełen ludzi, a on sam staje się bardzo nerwowy i często popada w konflikty z otoczeniem. Ponieważ jego ojciec nie potrafi pogodzić pracy zawodowej z prowadzeniem domu, myśli o zatrudnieniu pomocy domowej. Drużyna piłkarska przygotowuje się do rozgrywek pucharowych. Żeby zdobyć stroje, Con postanawia zagrać w bilard z właścicielem zakładu produkującego koszulki sportowe, lecz przegrywa. |                              |                  |                 |                      |
| 9 | Last Chance                  | Andrew Prowse    | Tony Morphett   | 24 kwietnia 1994     |
| Ruby, właścicielka klubu, w którym spotyka się paczka Nicka, wygrywa w bilard z właścicielem zakładu krawieckiego i odzyskuje pieniądze na koszulki. Steve, przyjaciel Nicka, przyłącza się do drużyny piłkarskiej. Rozpoczyna się nowy semestr. Jodie wraca z Sydney. Okazuje się, że podczas dwumiesięcznej nieobecności nie była wierna Nickowi. W szkole pojawia się nowy nauczyciel, któremu bardzo spodobała się Yola, ale nie tylko ona. Ogląda się także za uczennicami. Narzeczony Christiny otrzymuje natomiast propozycję pracy w innym mieście i oboje zastanawiają się, czy w takiej sytuacji ich związek ma przyszłość. |                              |                  |                 |                      |
| 10 | Love Imbroglio               | Andrew Prowse    | Joan Sauers     | 1 maja 1994          |
| Christine nie chce opuścić swoich uczniów i wyjechać z Markiem, woli zerwać z nim. Zabiegi Yoli o względy Phila kończą się niepowodzeniem. Ma on przy tym poważny problem z uczennicami, które kokietują go podczas zajęć. Najwięcej kłopotu sprawia mu pod tym względem Rose. Tymczasem Nick godzi się z Jodie. |                              |                  |                 |                      |
| 11 | Stella’s Back                | Karl Zwicky      | Margaret Kelly  | 8 maja 1994          |
| Rose, zakochana w nowym nauczycielu, próbuje się do niego zbliżyć. Okazuje się jednak, że mężczyzna przeżył już kiedyś podobną historię i musiał z tego powodu zmienić pracę. Teraz zachowuje więc ostrożność. Ojciec Nicka zwalnia gosposię, która odeszła od męża. Chce w ten sposób pokazać, że nie akceptuje jej postępowania. |                              |                  |                 |                      |
| 12 | Maybe a Baby                 | Karl Zwicky      | Margaret Kelly  | 15 maja 1994         |
| Siostra Danielle, Nicole, zachodzi w ciążę. Chce ją jak najszybciej usunąć, tak, aby rodzice niczego się nie domyślili. Danielle stara się wybić siostrze z głowy ten pomysł. W końcu Nicole zgadza się spotkać z Yolą, szkolnym psychologiem. Ojciec Nicole dowiaduje się, że dziewczyna jest w ciąży. Oskarża Yolę, że zachęcała ją do usunięcia ciąży. Koledzy Nicole uważają natomiast, że to Yola doniosła o całej sprawie rodzicom. Postanawiają bojkotować zajęcia Yoli. Podczas randki z Chaką, Rivers wszczyna awanturę w restauracji. |                              |                  |                 |                      |
| 13 | Music                        | Ian Gilmour      | Sally Webb      | 22 maja 1994         |
| Romans nauczycielki Christine i nauczyciela Phila wychodzi na jaw. Mówi o tym cała szkoła. Zakochana w Philu, Rose obserwuje każdy krok tej pary. Jej uczucie do Phila sprawia, że Rose zaczyna agresywnie zachowywać się wobec Christine. W szkole zostają zawieszone zajęcia z muzyki. Graham, nauczyciel tego przedmiotu, namawia uczniów do protestu. Klasa Jodie szykuje niespodziankę. Gdy przyjeżdża wizytator, uczniowie urządzają kocią muzykę. Do siostry Jodie przyjeżdżają znajomi. Z tej okazji co noc odbywają się imprezy. Jodie otrzymuje od ojca Nicka propozycję, by czasowo zamieszkała z nimi. Dziewczyna chętnie z niej korzysta. Gdy Christina dowiaduje się, że Phil miał przed laty romans z uczennicą, zrywa z nim. |                              |                  |                 |                      |
| 14 | Beating Up                   | Ian Gilmour      | Tim Gooding     | 1 czerwca 1994       |
| Narastające szykany wobec nauczyciela, Grahama, ze względu na jego orientację seksualną, powodują, że zaczyna zastanawiać się nad sensem dalszego uczenia w Hartley High. Ojciec Chaki, któremu udało się wrócić z Salwadoru, jako były więzień polityczny rozmawia z uczniami o przemocy psychicznej i fizycznej. Chaka staje przed trudnym wyborem: dalszą nauką w szkole lub wyjazdem z rodzicami na północ Australii, do Darwin. |                              |                  |                 |                      |
| 15 | The Party                    | Shirley Barrett  | Craig Wilkins   | 8 czerwca 1994       |
| Dziewczęta martwią się, że Rose nie ma jeszcze chłopaka. Próbują więc znaleźć jej odpowiedniego kandydata. Wybór pada na Jacka. Wprawdzie chłopak jest nieśmiały, ale podoba się Rose. W sprawę zostają wtajemniczeni także inni koledzy, gdyż przed zbliżającą się dyskoteką muszą nauczyć Jacka tańczyć. Chłopak nie pojawia się jednak na zabawie. Okazuje się, że nie może „urwać się” z pracy, z restauracji wujka. Zawiedziona Rose upija się razem z Riversem. Podczas dyskoteki dochodzi do konfliktu między Nickiem a Jodie. Powodem jest inna dziewczyna. Nauczyciel wychowania fizycznego, Southgate zwierza się Yoli ze swoich rodzinnych problemów. Z powodu domowych niepowodzeń popada też w konflikty w pracy. |                              |                  |                 |                      |
| 16 | The Greek Tornado            | Shirley Barrett  | James Lee       | 15 czerwca 1994      |
| Rose zaczyna spotykać się z Jackiem. Ojciec zakazuje jej chodzenia z Wietnamczykiem; sam pochodzi z Libanu i uważa, że dziewczyna powinna znaleźć sobie chłopaka wśród emigrantów z tego właśnie kraju. Rose przeciwstawia się ojcu, a Jack zostaje pobity przez jej kuzyna. Oboje postanawiają utrzymywać odtąd swój związek w tajemnicy. Do domu rodziny Poulos sprowadza się córka Stelli, Katerina. Uciekła od ojca, a teraz staje się przyczyną olbrzymiego zamieszania. Ma „ochotę” na Nicka, a gdy ten stanowczo odmawia, dziewczyna mści się na nim, rozpowiadając na jego temat złośliwe plotki. Chce w ten sposób skomplikować jego stosunki z Jodie. |                              |                  |                 |                      |
| 17 | Incidents and Video          | Shirley Barrett  | James Lee       | 22 czerwca 1994      |
| Yola znajduje partnera, który jest jednak żonaty. Nie podoba się to Christine. Pierwszego dnia w nowej szkole Katerina kłóci się z Soughtgatem. Dochodzi do rękoczynów, przez co nauczyciel może stracić pracę. Wydarzenie sfilmował Con, który zamierza nakręcić teledysk dla Jodie i pomóc jej w zrobieniu kariery. Załatwia dla niej także studio nagraniowe. Katerina dołącza do klasy Nicka. Oznacza to same kłopoty. |                              |                  |                 |                      |
| 18 | Training Courses             | Andrew Prowse    | Helen Steel     | 29 czerwca 1994      |
| Klasa Nicka przygotowuje się do praktyk. Każdy ma otrzymać skierowanie. Nick i Danielle będą pracować przez tydzień u ogrodnika, ale nie są z tego zadowoleni. Popadają w konflikt z przedsiębiorcą, który po jednej ze sprzeczek dostaje ataku serca. Nick udziela mu pierwszej pomocy, dzięki czemu ratuje mu życie. Katerina usiłuje namówić matkę do zejścia się z ojcem i wspólnego powrotu do Grecji. Podczas praktyk Nick i Danielle zbliżają się do siebie. Jodie nie ma czasu spotykać się z Nickiem, nagrywa piosenki. Nick podejrzewa Jodie o romans z właścicielem studia. |                              |                  |                 |                      |
| 19 | Judicial Problems            | Karl Zwicky      | Peter Neale     | 6 lipca 1994         |
| Rivers ma problemy rodzinne: jego ojciec i brat są w więzieniu, a on musi opiekować się matką alkoholiczką i dbać o utrzymanie domu. Aby zarobić na życie, remontuje samochód na sprzedaż. Con dostarcza mu kradzione części. Sprawa szybko wychodzi na jaw. Nauczyciele bronią Riversa przed aresztowaniem. Do dostarczenia części przyznaje się Con, który również nie wiedział o ich pochodzeniu. Naprowadza policję na pasera. W bójce z paserem w obronie Cona staje Rivers. |                              |                  |                 |                      |
| 20 | A Headmaster Named Southgate | Karl Zwicky      | Leon Saunders   | 13 lipca 1994        |
| Obowiązki dyrektora szkoły, który jedzie na miesięczny urlop, przejmuje Southgate. Wprowadza surową dyscyplinę, nie pozwala zorganizować Christine wycieczki do Muzeum Marynarki Wojennej. Danielle i Nick ukrywają się z uczuciem. Podczas jednego ze spotkań widzi ich Rivers. Christine mimo zakazu urządza wycieczkę. Rivers uświadamia Steve’owi, że jego dziewczyna spotyka się z Nickiem. Między chłopakami dochodzi do bójki. Steve ląduje w szpitalu. Christine grozi zwolnienie z pracy za samowolne zorganizowanie wycieczki, podczas której doszło do bójki między uczniami. Jodie zrywa z Nickiem. |                              |                  |                 |                      |
| 21 | Roller                       | Ian Gilmour      | Tim Gooding     | 20 lipca 1994        |
| Kilku chłopców w szkole świetnie jeździ na rolkach. Con wpada więc na pomysł, żeby założyć drużynę i wystartować w zawodach, w których główna nagroda wynosi 1000 dolarów. Bolton, którego podczas publicznych wystąpień zżera trema, zostaje wykluczony z drużyny. Wkrótce w szkole pojawia się tajemniczy zamaskowany rolkarz o wspaniałych umiejętnościach. Southgate odkrywa, że jest nim właśnie Bolton. Nauczyciel zgadza się na utworzenie reprezentacji szkolnej, ale pod warunkiem, że będzie w niej Bolton. Jack przenosi się do szkoły dla wybitnie zdolnych uczniów i rozstaje się z Rose. |                              |                  |                 |                      |
| 22 | Some Unexpected News         | Ian Gilmour      | David Phillips  | 27 lipca 1994        |
| Podczas lekcji poświęconej przyrostowi naturalnemu i kontroli urodzin Rose przyznaje się, że jest w ciąży. Ojcem dziecka jest Jack. Mimo sugestii, by usunęła ciążę, postanawia urodzić dziecko i wyprowadza się z domu. George, ojciec Nicka, idzie ze Stellą na potańcówkę. Nick i Katerina podejrzewają swoich rodziców o romans. Aby zbadać sprawę, spędzają więcej czasu w domu. Ojciec Rose akceptuje decyzję córki o urodzeniu dziecka. Con wskutek konfliktu z producentem Jodie przestaje być jej menedżerem, gdy Jodie poznaje jednak prawdziwe oblicze producenta, wraca do Cona. |                              |                  |                 |                      |
| 23 | Star Quest                   | Shirley Barrett  | Chris Roache    | 3 sierpnia 1994      |
| Danielle przygotowuje się do konkursu na instruktorkę aerobiku w klubie sportowym, pomaga jej Nick. Con załatwia Jodie udział w programie Szansa na sukces. Wszyscy podejrzewają ich o romans. Rivers ma kłopoty z historią, w obawie przed kolejnym niezaliczeniem postanawia wykraść test egzaminacyjny. Wykrada niewłaściwy i oblewa egzamin. Jodie rezygnuje z występu w programie, przez co Con zmuszony jest zaśpiewać zamiast niej. |                              |                  |                 |                      |
| 24 | Debate                       | Shirley Barrett  | Craig Wilkins   | 10 sierpnia 1994     |
| Nick zostaje przewodniczącym klasy. Zwracając uwagę kolegom, że zachowują się niezgodnie z regulaminem, naraża się im. Con zakochuje się w starszej od niego Grecie, producentce telewizyjnej. W szkole zbierane są podpisy pod petycją o zainstalowanie w toaletach automatów z prezerwatywami. Kiedy rada pedagogiczna godzi się na zakup sprzedających je automatów, rząd wstrzymuje realizację programu. Kiedy romans Cona wychodzi na jaw, spotyka się on z dezaprobatą otoczenia, gdyż wybranka jest starsza od niego i ma córeczkę. |                              |                  |                 |                      |
| 25 | Too Naive                    | Andrew Prowse    | Sally Webb      | 31 sierpnia 1994     |
| Danielle szuka pracy. Dostaje propozycję pozowania do zdjęć. Fotograf wykorzystuje naiwność dziewczyny i namawia ją na kilka „rozbieranych” zdjęć. Danielle opowiada Nickowi o sesji. Ten postanawia odebrać zdjęcia fotografowi. Kiedy udaje przed nim, że chce zostać modelem, również on dostaje propozycję pozowania do „rozbieranych” zdjęć. Con postanawia wyjaśnić swoje stosunki z Gretą. Okazuje się, że z jej strony to był tylko przelotny flirt. Christine zakochuje się w Macku, lekarzu z Bali. |                              |                  |                 |                      |
| 26 | Independence                 | Andrew Prowse    | Sally Webb      | 7 września 1994      |
| Rodzice Steve’a rozwodzą się. Rivers ma coraz więcej kłopotów z wiecznie pijaną matką. Chłopcy postanawiają razem z Jodie zaadaptować stary magazyn na mieszkanie i zacząć życie na własny rachunek. Christine przyjmuje oświadczyny Macka i rzuca posadę nauczycielki, by pojechać z nim do Indonezji. Pożegnanie Christiny łączy się z parapetówką. Uczniowie z Hartley High bawią się wspólnie z nauczycielami. |                              |                  |                 |                      |
| 27 | Disruptions                  | Karl Zwicky      | Greg Millin     | 14 września 1994     |
| Steve dowiaduje się, że jest adoptowany. Wiadomość ta wywołuje u niego szok, jest zły, że rodzice zataili przed nim ten fakt i nie przyjmuje żadnych tłumaczeń. W trudnych chwilach wspiera go Jodie. Chcąc się jej odwdzięczyć, Steve kradnie dla niej kilka drobiazgów z supermarketu, w którym pracuje. Zostaje przyłapany na kradzieży. Na wezwanie zjawiają się policjanci i ojciec chłopaka. Sprawa staje się pretekstem do szczerej rozmowy między ojcem i synem, obaj mają szansę zbliżyć się do siebie i nawiązać kontakt. Aby poprawić Steve’owi nastrój, „paczka” organizuje dla niego imprezę. Nick próbuje wrócić do Jodie, ale naraża się Danielle, która o niepowodzenie swego związku z Nickiem obwinia właśnie ją. Niezręczną sytuację próbuje załagodzić Rose. |                              |                  |                 |                      |
| 28 | Attempts                     | Karl Zwicky      | Steve J. Spears | 21 września 1994     |
| Steve zaprzyjaźnia się z bezpańskim psem. Pies przychodzi za nim do szkoły, ale Deloraine grozi, że jeżeli sytuacja będzie się powtarzać, zawiadomi odpowiednie służby i zwierzę trafi do schroniska. Steve chce, by pies zamieszkał razem z nim w magazynie, lecz Jodie i Rivers mają co do tego wątpliwości. Zwierza się ze swoich problemów dyrektorowi szkoły. Po opuszczeniu domu sam czuje się jak bezpański pies, dlatego chce zaopiekować się zwierzęciem. Katerina po kłótni z matką wprowadza się na jakiś czas do magazynu. Nakłaniana przez rodzicielkę, decyduje się w końcu na wyjazd z nią do Grecji. Danielle wciąż nie może pogodzić się z utratą Nicka. Nie chce go znać. Ocieplają się natomiast jej stosunki ze Steve’em. |                              |                  |                 |                      |
| 29 | Missing                      | Rob Marchand     | Suzanne Hawley  | 28 września 1994     |
| Ojciec Nicka podejmuje decyzję o czasowym wyjeździe całej rodziny do Grecji. Nick jest zaskoczony i wściekły, gdyż ojciec nie skonsultował jej z nim. Chłopak znowu spotyka się z Jodie, dlatego wyjazd do Grecji to dla niego prawdziwa klęska. Proponuje nawet Jodie, aby pojechała z nimi, lecz dziewczyna odmawia. Pomysł nie podoba się także siostrze Nicka, Effie. Mała ucieka z domu. Gdy odnajduje się, ojciec obiecuje jeszcze raz przemyśleć swoje plany. Być może wyjedzie sam, a Nick i Effie pozostaną na miejscu. Państwo Borodino są gotowi się nimi zaopiekować. W szkole pojawia się nowa nauczycielka, Sam Robinson. Szokuje swoim prowokacyjnym stylem bycia i uczniów, i nauczycieli. Jest miłośniczką motocykli. Szczególne wrażenie wywiera na Riversie. |                              |                  |                 |                      |
| 30 | Lucy                         | Rob Marchand     | David Phillips  | 5 października 1994  |
| Roberto ma problemy finansowe. George przed wyjazdem do Grecji sprzedaje dom i uzyskane pieniądze przekazuje Roberto, aby ten je odpowiednio zainwestował. Ufa mu. Rivers sprawia nauczycielce sporo kłopotów. Jest nią zauroczony i nie kryje swej fascynacji. Deloraine dochodzi do wniosku, że Rivers napastuje nauczycielkę i wydala go ze szkoły. Sam próbuje pomóc Riversowi. Helen organizuje przyjęcie dla pewnej bogatej klientki. Zatrudnia do pomocy Cona i Steve’a. |                              |                  |                 |                      |
| 31 | A New Passion                | Geoff Bennett    | Serge Lazareff  | 12 października 1994 |
| Roberto i Helen dowiadują się, że ich starszy syn Rocco wrócił ze Stanów Zjednoczonych. Smuci ich fakt, że choć jest już na miejscu, nie chce się z nimi skontaktować. Odwiedza jedynie Cona w szkole i prosi go, żeby nie mówił o nim nic rodzicom. Okazuje się, że Rocco chce udowodnić rodzinie, że potrafi dać sobie radę. Nie chce się spotkać z bliskimi, zanim nie znajdzie sobie jakiegoś konkretnego zajęcia. Marzy mu się prowadzenie hali sportowej. Nick i Con odwiedzają Rocco w klubie. Nick zostaje namówiony do stoczenia walki z jednym z zawodników i nieoczekiwanie wygrywa. Postanawia zacząć ćwiczyć i prosi swego nauczyciela Southgate’a, aby został jego trenerem. Rivers uparcie odmawia powrotu do szkoły. Sam próbuje na niego wpłynąć, jednak bez rezultatu. Martwi ją przyszłość Riversa. Steve zaprzyjaźnia się bliżej z Lucy, która proponuje mu, aby wspólnie odszukali jego matkę. |                              |                  |                 |                      |
| 32 | Searching for a Mother       | Geoffrey Bennett | David Phillips  | 19 października 1994 |
| Steve próbuje odnaleźć swoją matkę, ale legalną drogą nie może dostać jej adresu ani numeru telefonu. Zdobywa go jednak i próbuje telefonować, lecz kobieta odkłada słuchawkę. Steve postanawia więc osobiście ją odwiedzić. Kobieta wzywa policję, ale nie wnosi oskarżenia. Wreszcie zniechęcony Steve postanawia dać sobie z tym spokój. Rivers ciągle nie chodzi do szkoły. Utrzymuje kontakt ze swoim ojcem, często odwiedzając go w więzieniu, mężczyzna zostaje jednak przeniesiony do więzienia krajowego. Rivers jest wściekły z tego powodu. Dochodzi do bójki między nim a Nickiem. Rivers postanawia na dobre rzucić szkołę. Sam i kumple Riversa usiłują nakłonić go do zmiany decyzji. |                              |                  |                 |                      |
| 33 | Problems                     | Andrew Prowse    | James Lee       | 26 października 1994 |
| Dyrektor Deloraine jest dumny, że właśnie jego szkoła została wytypowana do konkursu dla szkół o najwyższym poziomie nauczania. Problemem jest Rose, która jest w ciąży, a którą koledzy wybrali na kapitana drużyny. Deloraine namawia Sam, aby zasugerowała Rose zmianę szkoły na korespondencyjną. Chce uniknąć – w jego mniemaniu – kompromitacji. Młodzież dowiaduje się o tym i sprawa przeradza się w poważny konflikt. Con postanawia pomóc Rocco w uruchomieniu klubu sportowego. Chodzi o zorganizowanie uroczystego otwarcia. Przypadkowo dowiaduje się, że ojciec pożyczył Rocco na rozkręcenie interesu większą sumę pieniędzy. On zaś, gdy prosił o pieniądze na kurs operatora dźwięku, spotkał się z odmową. Teraz ma żal do rodziców, że potrzeby Rocco zawsze są u nich na pierwszym miejscu. |                              |                  |                 |                      |
| 34 | Mum                          | Andrew Prowse    | Sally Webb      | 2 listopada 1994     |
| Steve odkrywa, że jest śledzony. Obserwuje go kobieta, która ponoć jest jego biologiczną matką. Okazuje się, że to Lucy skontaktowała się z nią i podała adres, pod którym mieszka Steve. W końcu dochodzi do spotkania matki i syna. Rocco proponuje Conowi pracę w klubie sportowym. Zaraz jednak tę samą posadę oferuje Jodie. Twierdzi, iż dziewczyna sprawdzi się tu lepiej. Jodie chce zrezygnować, jednak wspólnie z Conem dochodzą do wniosku, że mogą pracować na zmianę. Nick zastanawia się co spowodowało, że Rocco tak chętnie chciał zatrudnić Jodie, nawet kosztem swojego brata. |                              |                  |                 |                      |
| 35 | A Love Too Strong            | Ian Gilmour      | Chris Roache    | 9 listopada 1994     |
| Podczas policyjnego nalotu na młodzieżową imprezę przy Conie zostają znalezione narkotyki. Może to mieć dla niego bardzo groźne konsekwencje. Sam Con jest jednak zdziwiony. Zapewnia, że nie ma nic wspólnego z narkotykami. Nie zażywa ich, ani nie zajmuje się ich rozprowadzaniem. Niestety, wierzy mu tylko Nick, który postanawia pomóc kuzynowi w udowodnieniu niewinności. Chłopcy rozpoczynają prywatne śledztwo wśród osób uczestniczących w imprezie. Southgate informuje Nicka, że w związku z problemami w życiu osobistym nie może go dłużej trenować. Chodzi o kłopoty z żoną. Sam i Rivers kontynuują romans. Yola zaczyna się czegoś domyślać. |                              |                  |                 |                      |
| 36 | Broken Hearts                | Ian Gilmour      | Sally Webb      | 16 listopada 1994    |
| Mimo ostrzeżeń Yoli, Sam i Rivers kontynuują swój związek. Yola doradza Sam przerwanie go lub rezygnację z pracy w szkole. Sytuację komplikuje fakt, że Sam zdradza narzeczonego. W niedwuznacznej sytuacji parę nakrywa matka Riversa. Donosi o tym dyrektorowi, a ten nalega, aby Sam zrezygnowała z nauczania w jego szkole. Nick zaczyna odnosić sukcesy w sporcie. Powoli staje się gwiazdą. Jodie obawia się o jego zdrowie, a także o to, że popularność Nicka odbije się na ich znajomości. |                              |                  |                 |                      |
| 37 | A Baby at School             | Karl Zwicky      | Leon Saunders   | 27 listopada 1994    |
| Nick nie może się pogodzić z decyzją Jodie o zerwaniu ich związku. Jako dowód miłości przekazuje jej zdobyty w turnieju bokserskim medal. Jodie jest rozdarta między Nickiem a Rocco, który coraz bardziej się jej podoba. Rocco organizuje dla Jodie przesłuchanie do zespołu wokalno-muzycznego. By doprowadzić do kolejnej walki, Leo przekonuje Nicka, że z łatwością pokona on Kovsky’ego. Southgate i Roberto są wściekli na decyzję o walce. W szkole zostaje okradzione biuro dyrektora Deloraina, pierwszym podejrzanym jest Rivers. |                              |                  |                 |                      |
| 38 | Tragedy                      | Karl Zwicky      | David Phillips  | 27 listopada 1994    |
| Z pomocą kolegów, Nick postanawia jeszcze raz powalczyć o Jodie. Jest romantycznie usposobiony, zdobywa się na gesty, które są mu raczej obce. Ale w porównaniu z nim Rocco wykazuje się większą dojrzałością. Zamierza nawet poprosić Jodie o rękę. Ta jednak wybiera Nicka. W dodatku pojawia się na jego walce, chcąc dodać mu sił. Nick zostaje jednak pokonany. |                              |                  |                 |                      |

### Sezon 2 (1995)
| 39 | 1  | Take Life with Philosophy | 21 maja 1995                                                        |
| Po upalnym lecie uczniowie wracają do szkoły. Niestety, nie będzie już tak jak dawniej. Wskutek kontuzji odniesionej podczas walki umiera Nick. Trudno przyjaciołom się z tym pogodzić. Wszyscy obwiniają się o jego śmierć. Nie zareagowali w porę. Wściekły na siebie jest zwłaszcza Southgate. Nowy nauczyciel, Vic Morris, prowadzący kurs medialny, postanawia nakręcić wraz z klasą film dokumentalny o przyjaźni. Biorą w nim udział szkolni koledzy Nicka i jego przyjaciele. Wszyscy go wspominają. Jedynie Jodie i Southgate nie chcą się zgodzić na wywiad. |    |                           |                                                                     |
| 40 | 2  | Questions                 | 28 maja 1995                                                        |
| Chłopaki postanawiają założyć drużynę koszykówki, nie mają jednak trenera. Decyzją dyrektora zostaje nim mianowana Yola. Nie zna się ona na koszykówce, a całą swoją wiedzę na ten temat czerpie z podarowanej jej przez Southgate’a książki. To jednak zbyt mało. Nowy nauczyciel, Vic był kiedyś bardzo dobrym graczem w koszykówkę, jednak teraz nie chce trenować drużyny. Rose jest zmuszona przyjść do szkoły z córeczką, gdyż jej opiekunka się rozchorowała. Cała klasa pomaga jej w ukrywaniu małej tak, aby nauczyciele nie zorientowali się, iż w szkole jest niemowlę. Rose ma bardzo ugruntowane poglądy na temat wychowania Tess. Stwierdza, iż niezależnie od jej „układów” z Jackiem, Tess musi znać swoje libańskie i wietnamskie korzenie. |    |                           |                                                                     |
| 41 | 3  | Con’s Granny              | 4 czerwca 1995                                                      |
| Babcia Cona przyjeżdża, aby zamieszkać razem ze swoją córką i jej dziećmi. Con zwierza się jej, że drażni go pewien „białas”, który próbuje poderwać dziewczynę Nicka, Jodie. Matt jest nowym uczniem w szkole i bardzo trudno mu się odnaleźć, zwłaszcza że wszyscy są nadal przejęci śmiercią Nicka. Szczególną niechęć okazuje Mattowi Con. Vic godzi się w końcu zostać trenerem chłopaków. Wpada na pomysł: męska drużyna koszykówki ma rozegrać próbny mecz z drużyną dziewcząt. Chłopcy przegrywają, gdyż nie potrafią grać zespołowo. Każdy z nich to indywidualista. Ta porażka sprawia, że chcą rozwiązać drużynę. Vic prosi o pomoc dziewczyny, a te swoimi sposobami wybijają chłopakom z głowy ten pomysł. Całe zamieszanie ma pozytywne skutki: doprowadza do zgody między Conem i Mattem. Babcia Cona czuje, że jest ciężarem dla swojej rodziny i w tajemnicy załatwia sobie miejsce w domu spokojnej starości. |    |                           |                                                                     |
| 42 | 4  | It Goes Wrong             | 3 października 1995 (UK: BBC Two) 30 grudnia 1995 (AUS: Network 10) |
| Rivers, Con i Matt zostają bez powodu zatrzymani na ulicy przez policję i potraktowani brutalnie. Postanawiają nakręcić o tym film w ramach kursu medialnego. Film jest bardzo subiektywny, nie uwzględnia opinii i relacji policjantów. Wybucha skandal i kurs medialny może zostać przerwany. W rewanżu klasa postanawia nakręcić film o tym, jak naprawdę wygląda praca policji. Ten film odnosi sukces. Steve dowiaduje się, że jego była dziewczyna Danielle okłamała go, mówiąc, że jest on jej pierwszym chłopakiem. Boi się, czy aby poprzedni partner Danielle był zdrowy i czy jemu oraz jego obecnej dziewczynie, Lucy, nie grozi niebezpieczeństwo. Oboje robią sobie badania na AIDS, które uspokajają parę. Oboje nabierają jednak przekonania, że jeśli już kochać się w tym wieku, to bezpiecznie. Rivers postanawia wykorzystać małą Tess jako przynętę na „panienki”. Codziennie zabiera ją z wózkiem na spacer, aby „na dziecko” poderwać pewną ekspedientkę. Finał tych zabiegów okazuje się zaskakujący. |    |                           |                                                                     |
| 43 | 5  | Bye Bye                   | 11 czerwca 1995                                                     |
| Pewnego dnia, po zajęciach, Vick dowiaduje się, że czeka na niego Bill – dyrektor jego byłej szkoły. Chce go namówić do powrotu. Vic, który pragnie zapomnieć o tragedii z przeszłości, stanowczo odmawia. Wiele wspólnego z sytuacją, w jakiej znalazł się Vic, ma Matt – jego uczeń. Chłopak próbuje uwolnić się od legendy swego ojca, znakomitego koszykarza, do którego ciągle go porównują. Jest to jeden z powodów częstych porażek Matta na boisku. Kiedy Vic zapobiega niebezpiecznemu wyścigowi samochodowemu, w którym ma wziąć udział Matt, obaj zdobywają się na szczerą rozmowę. Zmienia ona ich podejście do własnych problemów. Vic decyduje się na powrót w swoje rodzinne strony, a Matt udowadnia, że potrafi grać w koszykówkę. Odnosi sukces, zastępując podczas finałowego meczu Riversa, który uległ kontuzji. Rose jest załamana, kiedy zauważa, że Jack spotyka się z inną dziewczyną. Ponoć to tylko przyjaźń, jednak Rose nie potrafi przemóc zazdrości. |    |                           |                                                                     |
| 44 | 6  | Deloraine’s Girlfriend    | 18 czerwca 1995                                                     |
| Matt nie może wytrzymać pod jednym dachem ze swoim wujem, Delorainem. Wuj natomiast opowiada mu, jaki jest szczęśliwy, że jego bratanek mieszka razem z nim. Zapomniał o samotności, która gnębiła go od śmierci żony. Razem z Jodie, Matt postanawia znaleźć wujowi partnerkę. Oboje odpowiadają na kilka ogłoszeń matrymonialnych. Umawiają się z kobietami na spotkania, tłumacząc nieobecność wuja jego nagłą chorobą. Z kilku kandydatek wybierają najbardziej – ich zdaniem – odpowiednią i Matt, trzymając wszystko w tajemnicy, zabiera wuja na kolację. Matka Danielle, Suzie, poznaje w szkole Southgate’a. Oboje przypadają sobie do gustu. Przypadkowo spotykają się na joggingu. Są w separacji ze swoimi partnerami, więc romans „wisi w powietrzu”. Con proponuje Rose wspólne wykonanie pewnego projektu. Con ma jej pomóc w opiece nad dzieckiem, wtedy ona będzie miała więcej czasu na badania. Być może Con poprawi przy okazji swoje stopnie. Yola jest zazdrosna o bliskie stosunki Joego z jego przyjaciółką i jej synem. Z tego powodu dochodzi między nimi do konfliktu.                                                    |    |                           |                                                                     |
| 45 | 7  | Little Secrets            | 25 czerwca 1995                                                     |
| Matka Danielle, Suzie, zaczyna spotykać się z Southgate’em. Starają się utrzymać swoją znajomość w tajemnicy, ale prawda wychodzi na jaw. Córki Suzie mają za złe Southgate’owi, że romansuje z ich matką. Szczególnie Nicole nie może sobie z tym poradzić i na lekcjach ostentacyjnie docina swojemu nauczycielowi. Dziewczyna uważa, że to z jego winy rodzice nie pogodzili się. Zbliżają się osiemnaste urodziny Riversa. Matt dowiaduje się, że jedyne przyjęcie urodzinowe, jakie chłopak miał kiedykolwiek, zepsuła mu jego matka, upijając się do nieprzytomności. Rivers był wtedy dzieckiem, od tamtej pory nigdy nie miał urodzinowej imprezy. Paczka postanawia mu zrobić niespodziankę i zorganizować przyjęcie w magazynie. Utrzymanie wszystkiego w tajemnicy nie jest proste. Podczas spaceru z małą Tess, córką Rose, Con dowiaduje się o fotokonkursie na najlepsze zdjęcia niemowlaka. W tajemnicy przed Rose robi małej kilka zdjęć. Tess wygrywa konkurs. |    |                           |                                                                     |
| 46 | 8  | Adulterer                 | 2 lipca 1995                                                        |
| Suzie i Southgate dochodzą do wniosku, iż ich romans przydarzył się w złym czasie. Okoliczności sprawiają, iż oboje nie są przekonani co do jego powodzenia. Postanawiają więc zostać przyjaciółmi. Ze względu na córki, Suzie godzi się na powrót męża. Matt, który za zgodą wuja wyprowadził się od niego i od pewnego czasu mieszka w magazynie, nie jest przekonany, czy dokonał właściwego wyboru. I u wuja, i w magazynie istnieją przecież zasady, których należy przestrzegać, kiedy pod jednym dachem mieszka kilka osób. Poza tym nie jest w stanie zapracować na czynsz. Con zwalnia go z pracy, uznając, że za mało się w nią angażuje. W tej sytuacji Matt postanawia wrócić do wuja. Con organizuje dla Rose romantyczną kolację. Wszystko wskazuje na to, że się zakochał. Niestety, sprawy się komplikują. Jego matka nie jest zadowolona, że Con związał się z dziewczyną z dzieckiem. Rose nie zdaje sobie sprawy, jakim uczuciem darzy ją Con. |    |                           |                                                                     |
| 47 | 9  | Caught Red-Handed         | 9 lipca 1995                                                        |
| Narzeczony matki Lucy, Jerry Shapiro – znany prezenter telewizyjny – „przystawia się” do Lucy. Dziewczyna nie wie, jak sobie z tym poradzić. Mówi o tym matce, ale ta jej nie wierzy. Lucy razem ze Steve’em i Conem postanawiają więc uciec się do prowokacji i nagrać spotkanie z Jerrym na wideo. To nagranie jest już niepodważalnym dowodem. Matka Lucy zrywa z Jerrym wszelkie kontakty. Yola dowiaduje się, że jest w ciąży z Joem. Nie potrafi zaakceptować ani ciąży, ani wiadomości, że wkrótce zostanie matką. Nie jest na to przygotowana. Jeszcze większe wątpliwości ją ogarniają, kiedy obserwuje, ile wysiłku i nerwów kosztuje Rose opieka nad chorą Tess. W końcu jednak, razem z Joem postanawiają, że dziecko przyjdzie na świat i wspólnie je wychowają. |    |                           |                                                                     |
| 48 | 10 | Anguish                   | 16 lipca 1995                                                       |
| Yola nie może wyzbyć się wątpliwości, co do urodzenia dziecka. Buntuje się, nie mogąc znieść myśli, iż maleństwo przejmuje całkowitą kontrolę na jej ciałem i życiem. Joe pomaga jej w zwalczaniu stresu. Kiedy po romantycznej nocy udaje się na służbę, zostaje śmiertelnie postrzelony przez przyłapanego na gorącym uczynku przestępcę. Uczucie Cona do Rose pogłębia się. Ale na horyzoncie pojawia się konkurent: Jack. Coraz częściej widuje się z Rose i ich wspólnym dzieckiem, Tess. W końcu Jack proponuje Rose małżeństwo. Jodie i Matt, po kilku nieudanych próbach stworzenia związku, rezygnują. Do Jodie przyjeżdża niespodziewanie jej siostra Karen. Matt przyciąga jej uwagę, jednak Jodie twierdzi, że Matt to jej chłopak. |    |                           |                                                                     |
| 49 | 11 | Rose’s Choice             | 23 lipca 1995                                                       |
| Starania Cona kończą się fiaskiem i Rose wybiera Jacka. Choć wiele osób przekonuje ich, że małżeństwo w wieku siedemnastu lat to niedobry pomysł, Rose i Jack pobierają się. Con ma nadzieję, że jemu i Rose pozostanie przynajmniej przyjaźń, która trwa między nimi już od lat przedszkolnych. Jodie staje się zazdrosna o nowy związek jej siostry Karen z Mattem. Zna Karen i twierdzi, że Matt jest dla niej jedynie zabawką, kolejnym chłopakiem „do zaliczenia”. Ona natomiast go kocha, jednak brak jej odwagi, aby mu o tym powiedzieć. Między siostrami dochodzi do poważnych konfliktów, pogłębionych przez fakt, że Karen w ogóle nie dokłada się do opłat za czynsz i jedzenie. Karen zazdrości z kolei Jodie sukcesów wokalnych. Kiedy odbiera telefon do Jodie od pewnego znanego impresaria z zaproszeniem na przesłuchanie, idzie na spotkanie sama, podszywając się pod siostrę. Przypadkowo Jodie odkrywa to i także pojawia się na przesłuchaniu. |    |                           |                                                                     |
| 50 | 12 | Escape                    | 30 lipca 1995                                                       |
| W prasie pojawia się informacja, że Norm, ojciec Riversa, uciekł z więzienia. Wkrótce, nie bacząc na policyjne naloty, Norm zjawia się w magazynie i prosi Riversa o schronienie na kilka dni. Steve i Jodie szybko dowiadują się prawdy. Nie wiedzą jednak, jak mają się zachować. Za ukrywanie przestępcy grozi kara, a wydanie ojca przyjaciela nie wchodzi w grę. Sytuację pomaga rozwiązać Southgate, który domyśla się wszystkiego. Podczas rozmowy przekonuje Riversa, żeby porzucił pomysł wspólnej ucieczki z ojcem. Po kilku dniach Norm wyjeżdża z miasta samochodem Riversa. Jodie i Matt wyjaśniają sobie w końcu co do siebie czują. Jodie prosi Karen, aby wyprowadziła się z magazynu. Ta upatruje sobie Cona i udając, że jest nim zainteresowana, namawia go, by zamieszkali wspólnie w jego rodzinnym domu. Dziewczynie udaje się owinąć sobie wokół palca i syna, i ojca. Jedynie matka Cona widzi, co się naprawdę dzieje. |    |                           |                                                                     |
| 51 | 13 | Billy’s Barge             | 6 sierpnia 1995                                                     |
| Southgate chce stworzyć w szkole klub surfingowy. Jako przynętę wystawia na boisku przed szkołą, wraz z ogłoszeniem o zapisach do klubu, swoją ukochaną łódź. Matt i Rivers wyśmiewają organizowany przez niego klub. Gdy po dwóch dniach, w nocy, łódź ginie z boiska, podejrzenie pada właśnie na nich. Southgate jest wręcz pewny, że to ich sprawka. Aby mu udowodnić, iż nie mają z tym nic wspólnego, chłopcy postanawiają odnaleźć sprawców kradzieży. Okazuje się, że są to byli uczniowie Southgate’a, którym przed laty zalazł on za skórę. Po trudnych życiowych przejściach Southgate i Yola coraz bardziej się do siebie zbliżają. Wszystko wskazuje na to, że nie jest to tylko zwykła przyjaźń. Steve nie może sobie poradzić z decyzją Lucy, która postanowiła wyjechać na półroczne stypendium do Japonii. Uważa, że to będzie koniec ich związku. |    |                           |                                                                     |
| 52 | 14 | 800 Miles Away            | 13 sierpnia 1995                                                    |
| Yola źle się poczuła. Jej stan jeszcze się pogorszył, gdy pojawiło się podejrzenie, że może stracić dziecko. Podczas choroby opiekuje się nią Southgate. Cierpliwie czeka, aż Yola wydobrzeje. Następnie rezygnuje z pracy w Hartley High, gdyż dostał właśnie propozycję objęcia funkcji dyrektora w pewnej szkole na wsi. Southgate opowiada Yoli, że w nowej szkole brakuje psychologa. Proponuje jej pracę i wspólne zamieszkanie w domu na wsi. W wiejskiej ciszy dziecko będzie mogło spokojnie dorastać. Ponadto Yola będzie miała pomoc w wychowaniu pociechy. Southgate zastrzega, że między nimi będzie istniała tylko przyjaźń. Yola, po namyśle, przyjmuje jego propozycję, a dyrektor Deloraine nie sprzeciwia się ich odejściu. Uczniowie organizują dla nich wyjątkowe pożegnanie. Kiedy Deloraine dowiaduje się o związku Matta z Jodie, organizuje dla nich kolację. Ale atmosfera jest dość napięta. Steve zaakceptował wyjazd Lucy i czule się z nią pożegnał. Teraz postanawia szukać zapomnienia, rzucając się w wir pracy. Postanawia nakręcić amatorski horror. Pomagają mu Con i Danielle, a główne role grają Matt i Jodie. |    |                           |                                                                     |

### Sezon 3 (1995)
| 53 | 1  | She’s back                         | 20 sierpnia 1995     |
| Ku ogólnemu zdziwieniu, w zastępstwie Southgate’a i Yoli pojawia się Sam. Deloraine od samego początku stawia warunki. Ostrzega Sam przed zbytnim zaprzyjaźnianiem się z uczniami, a szczególnie z Riversem. Nowa nauczycielka jest jednak pewna, że nigdy więcej nie doprowadzi do dwuznacznej sytuacji i nie spoufali się nadmiernie z żadnym z uczniów. Graham Brown ma jednak wątpliwości, czy jej powrót do Hartley był dobrym pomysłem. Tymczasem Rivers nie przyjmuje do wiadomości, że jego związek z Sam przestał istnieć. Śledzi ją w drodze do domu, wydzwania do niej wieczorami. Bolton martwi się, że Sam znów odbierze mu przyjaciela i obraża ją w obecności Riversa. Roberto przekonuje się, że nie ma pojęcia o biznesie. Wypada gorzej niż jego syn. Biznesplan Roberta okazuje się nieudany. Bart całuje Effie, która nie wie, jak się zachować w tej sytuacji. Wkrótce jednak zostają parą.                                                       |    |                                    |                      |
| 54 | 2  | Jealousy                           | 27 sierpnia 1995     |
| Katerina podejmuje desperacką próbę ponownego poderwania Riversa. Wróciła z Grecji głównie po to, by odnowić ich związek. Próbuje ponownie uwieść Riversa, nachodząc go w narzędziowni, ale chłopak wyrzuca ją stamtąd. Państwo Bordino dowiadują się, że Katerina uciekła z Grecji od swojej mamy i babci. Postanawiają zaopiekować się nią. Katerina szantażuje Riversa. Grozi, że jeśli nie zgodzi się on na randkę, to ona narobi kłopotów Sam. Steve szuka dziewczyny do sesji zdjęciowej topless. Tylko Jodie wierzy w jego szczere intencje. Jej chłopak Matt ma trudności z zaakceptowaniem tego faktu. Przyjaciele Barta naśmiewają się z niego, że po pocałunku z Effie będzie musiał się z nią ożenić. |    |                                    |                      |
| 55 | 3  | Brother-Sister                     | 3 września 1995      |
| Steve dowiaduje się, że ma siostrę Allie, o której istnieniu nic wcześniej nie wiedział. Wbrew przestrogom matki decyduje się na spotkanie z nią. W domu Lorraine zwierza się dzieciom ze wszystkich bolesnych, rodzinnych problemów. Na boisku Katerina korzysta z okazji, by sprowokować Sam i porządnie ją zdenerwować. Uderzona przez nią piłka trafia prosto w okno Deloraine. Sam bierze na siebie winę. Mile zaskoczona tym Katerina zmienia swój dotychczasowy stosunek do niej. Postanawia zrezygnować ze starań o Riversa i „przerzuca” się na Matta. Ten natomiast bez pytania „pożycza” samochód Riversa. Policja znajduje Matta nietrzeźwym. |    |                                    |                      |
| 56 | 4  | In Danger                          | 10 września 1995     |
| Wysokie wymagania, jakie Andrew stawia w szkole, sprawiają, że Danielle żyje w nieustannym stresie. W drodze na egzamin potrąca ją samochód. Katerina winą za wypadek obarcza Andrew, który bardzo to przeżywa i zastanawia się nad swoim nauczycielskim powołaniem. Dzięki pomocy Sam i rozmowie z Danielle, uświadamia sobie, gdzie popełnił błąd. Rivers udziela Allie lekcji jazdy. Steve obawia się, czy nie wyniknie z tego coś poważniejszego. Ale znacznie bardziej powinien się obawiać Matta, który poznał Allie w bibliotece. Po kilku spotkaniach i serdecznych rozmowach Allie wyznaje Mattowi miłość. |    |                                    |                      |
| 57 | 5  | Audition                           | 17 września 1995     |
| Allie bez wiedzy i zgody rodziców zaczyna uczęszczać do Hartley High. Daje Steve’owi cenny zegarek, który należał kiedyś do ich babci. Zegarek ginie na basenie. Steve, rozwścieczony utratą rodzinnej pamiątki, robi z tego prawdziwą aferę. Kiedy ojciec Allie dowiaduje się, że córka jest w Hartley High, żąda, by zmieniła szkołę. Pomaga jej Andrew, który uświadamia sobie, jak wiele ta szkoła znaczy dla niego samego. Rivers, z pomocą Sam, chce wystawić sztukę „Romeo i Julia”. Funkcja reżysera sprawia jednak, że staje się nieznośny. Przedsięwzięcie kończy się fiaskiem, bo nikt nie chce grać w jego spektaklu. |    |                                    |                      |
| 58 | 6  | Juliet with My Romeo               | 24 września 1995     |
| Roberto ukrywa przed dziećmi swój zły stan zdrowia, aż do momentu otrzymania wyników badań. Niepewny przyszłości, namawia Cona, by zaangażował się w rodzinny interes. Katerina domyśla się, o co naprawdę chodzi i mówi o tym Conowi. Problemy zbliżają do siebie ojca i syna. Na szczęście, wyniki badań nie są złe. Szkolny spektakl pełen jest zakulisowych intryg i niepowodzeń. Katerina wzbudza zazdrość Jodie, podrywając na scenie Matta. Rivers i Andrew zaprzyjaźniają się podczas pracy nad przedstawieniem. Rivers przenosi te przyjacielskie stosunki także na teren szkoły, gdzie panują przecież inne zasady. Wzbudza to dyskusję, czy nauczyciel powinien stopniowo, codzienną pracą zdobywać szacunek uczniów, czy też może z założenia go żądać. |    |                                    |                      |
| 59 | 7  | Pollution                          | 1 października 1995  |
| Andrew zadaje uczniom poważną pracę domową. Matt widzi w tym okazję do udowodnienia Jodie, że jednak liczą się dla niego także inne rzeczy, nie tylko surfing. Postanawia zbadać zanieczyszczenia chemiczne na pobliskiej plaży. Aby zdobyć próbki, wchodzi na prywatny teren lokalnej elektrowni. Zostaje za to zatrzymany przez policję i uwolniony pod warunkiem, że więcej nie zbliży się do elektrowni. Jest jednak zdecydowany dopiąć swego i udaje się tam ponownie, razem z Allie. Spotykają Andrew, który przewidział ich zamiary i zdecydował się pomóc Mattowi. Swoimi badaniami Matt udowadnia, że to elektrownia zatruwa plażę. Jodie postanawia zerwać z Mattem, który przez ten czas zaangażował się już w znajomość z Allie. Sam bardzo polubiła Andrew i decyduje się z nim zamieszkać. |    |                                    |                      |
| 60 | 8  | New Couples                        | 8 października 1995  |
| Ojciec Riversa wraca do miasta. Twierdzi, że pragnie zerwać ze swoją niechlubną przeszłością. Postanawia w końcu znaleźć uczciwą pracę. Niespodziewanie pojawia się jednak jego stary wspólnik, który prosi o pomoc w pewnym nowym zleceniu. Rivers próbuje za wszelką cenę pokrzyżować ich plany, nie chce, żeby ojciec znowu wkroczył na drogę przestępstwa. Jego wysiłki spełzają jednak na niczym. Za namową Sam powiadamia więc policję o planowanym przestępstwie. Norm czuje się zdradzony przez syna. Sam przekonuje go jednak, że Rivers doniósł na niego dla jego dobra. Ożywa dawne uczucie łączące Steave’a i Danielle. Con ciągle nie jest pewny, do czego prowadzi jego zażyła znajomość z Kateriną. Jodie i Matt próbują odnowić swój związek, lecz szybko rezygnują, dochodząc do wniosku, że jednak nie są sobie przeznaczeni. Postanawiają się rozstać. Matt wiąże się z Allie, a sympatią Jodie zostaje nowy pianista z Shark Pool – Jimmie Scully. |    |                                    |                      |
| 61 | 9  | When We Talk About Food            | 15 października 1995 |
| Zaskoczona Jodie odkrywa, że w klubie Shark Pool śpiewa gwiazda rocka z lat 80. – Tim Beckett. Jest uszczęśliwiona, kiedy Tim proponuje jej wspólną pracę nad piosenką. Wkrótce rezygnuje jednak z tej współpracy, sugerując, iż Jodie jest po prostu amatorką. W końcu Tim wyznaje, że to on ma problem sam ze sobą: od kilku lat zmaga się z alkoholizmem. Nie chodziło mu więc o brak talentu Jodie, lecz o jego własny kryzys twórczy. |    |                                    |                      |
| 62 | 10 | Choices                            | 22 października 1995 |
| Zbliża się moment podjęcia decyzji co do kierunku studiów. Wszyscy już zdecydowali o swoich dalszych losach, jedynie Matt jeszcze się waha. Nie może się zdecydować, czym chciałby się zająć w przyszłości. Con także nie pali się do studiowania. Najchętniej robiłby interesy jako menedżer gwiazdy. Na horyzoncie pojawia się Jodie, która właśnie rozpoczyna karierę muzyczną. Ale wytwórnia płytowa narzuca jej własnego menedżera. Con czuje się zawiedziony. Katerina postanawia pójść na przesłuchanie do słynnego zespołu baletowego. Niestety, osłabiona dietą i wyczerpującym treningiem, mdleje podczas przesłuchania. Nie daje jednak za wygraną i postanawia zdawać ponownie za rok. Steve i Danielle wybierają się na studia dziennikarskie. |    |                                    |                      |
| 63 | 11 | Truth and Consequences             | 29 października 1995 |
| Nauczyciele ogłaszają strajk. W takiej sytuacji uczniowie mają dwa wyjścia: zabrać się do nauki samodzielnie lub też zrezygnować z jakiegokolwiek wysiłku. Con wybiera drugą możliwość. Postanawia zostać w domu i poflirtować z Kateriną. Ta jednak ciągle myśli o Riversie. W związku z rozpoczynającą się wkrótce trasą koncertową, Jodie postanawia rzucić szkołę. Deloraine nie jest tym zachwycony, ale trudno jest mu przekonać dziewczynę. |    |                                    |                      |
| 64 | 12 | With a Little Help From My Friends | 5 listopada 1995     |
| Po wielu perypetiach Katerina stwierdza, że Con jest jej bardzo bliski. Rozpoczyna się nowy szkolny romans. Andrew podejrzewa, że Sam wciąż darzy uczuciem Riversa. Dręcząca myśl przeszkadza mu w stworzeniu z nią udanego związku. Na dodatek Rivers najwyraźniej próbuje się zbliżyć do Sam. Postanawia kupić stary motocykl i odnowić go. Nie jest tajemnicą „miłość” Sam do tych maszyn. Piosenka Jodie nie odnosi sukcesu. Na horyzoncie znów pojawia się Con, który – mimo wcześniejszych przykrości – postanawia pomóc Jodie. |    |                                    |                      |
| 65 | 13 | Save Hartley!                      | 12 listopada 1995    |
| Nadszedł ciężki czas dla Deloraina. Ministerstwo Edukacji grozi zamknięciem szkoły, jeśli nie pojawi się w niej odpowiednia liczba nowych uczniów. Andrew, po odrzuceniu jego oświadczyn przez Sam, postanawia zrezygnować z pracy w Hartley. To wszystko przyprawia dyrektora Deloraina o atak serca. Wróciwszy do zdrowia, postanawia jednak walczyć o szkołę. Pomagają mu w tym uczniowie. Sam postanawia zerwać ze swoją – nie zawsze miłą – przeszłością w Hartley. Pojawia się nowy problem. Nauczycielka chce odejść. |    |                                    |                      |

### Sezon 4 (1996)
| 66 | 1  | A New Drama               | 26 marca 1996 (UK: BBC Two) 5 & 6 sierpnia 1996 (AUS: Network 10)           |
| Do Hartley przyjeżdża ojciec Matta. Chce namówić syna, aby ten wrócił do domu. Matt nie może jednak zaakceptować faktu, iż ojciec chce sprawować nad nim całkowitą kontrolę. Chłopak sam chce decydować o swoim życiu. Kiedy jednak ojciec dowiaduje się o kiepskich wynikach i szkolnych kłopotach Matta, nakazuje mu powrót do domu. Dochodzi między nimi do konfliktu, który łagodzi Deloraine. Wygląda na to, że kłopoty ma także Steve. Conowi obiecał zdjęcia do szkolnej gazetki, Allie pomoc w znalezieniu lokatora do wynajmowanego magazynu i nagle zniknął. Nikt nie może go znaleźć. Najbardziej denerwuje się dziewczyna Steve’a, Danielle. |    |                           |                                                                             |
| 67 | 2  | For Steve                 | 2 kwietnia 1996 (BBC Two) 7 & 8 sierpnia 1996 (Network 10)                  |
| Po śmierci Steve’a policja prowadzi śledztwo. Trzeba wyjaśnić wszystkie okoliczności jego wypadku. Chłopak spadł z urwiska wprost do morza. Allie twierdzi, że z pewnością stało się to podczas fotografowania. Policja nie może jednak znaleźć aparatu. Pokój Steve’a w magazynie zajmuje Matt. W związku ze śmiercią Steve’a, Con podejmuje się wydać specjalny numer szkolnej gazetki. Zbiera od kolegów teksty na temat Steve’a, lecz praca przy komputerze słabo mu idzie: bardziej od redagowania tekstów pociągają go gry i wydanie gazetki bardzo się opóźnia. Ronnie, nowa nauczycielka angielskiego, pomaga klasie otrząsnąć się z szoku po śmierci kolegi. Sama przeżyła kiedyś śmierć brata, więc chociaż nie znała Steve’a, wie teraz, jak podejść do tej trudnej sprawy. |    |                           |                                                                             |
| 68 | 3  | Drugs                     | 9 kwietnia 1996 (BBC Two) 12 & 13 sierpnia 1996 (Network 10)                |
| Pod nieobecność Cona, Katerina rozbija jego samochód. Nie ma pieniędzy na naprawę, więc postanawia zagrać na wyścigach konnych. Rady jak obstawiać, wyciąga od nauczyciela matematyki, który jest miłośnikiem wyścigów. Matematyk słabo wypada w nauczaniu. Zbliża się matura i uczniowie oceniają realizację programu przez nauczyciela bardzo krytycznie. Boją się o swoje egzaminy. Piszą petycję do Deloraina. Skarga przynosi rezultaty. Nauczyciel musi odejść, choć niewiele czasu zostało mu do emerytury. Sam sposób załatwienia sprawy nie budzi jednak entuzjazmu Deloraina i ma on pretensję do Matta, że wcześniej nic mu nie powiedział. Katerina nie wygrywa na wyścigach, a winą za rozbity samochód chce obarczyć Boltona. Ostatecznie za naprawę samochodu płaci ojciec Cona, a Katerina będzie musiała tę sumę odpracować. |    |                           |                                                                             |
| 69 | 4  | Addicted                  | 16 kwietnia 1996 (BBC Two) 14 & 15 sierpnia 1996 (Network 10)               |
| Allie i Bolton próbują chronić Danielle przed narkotykami. Nie jest to jednak proste. Dziewczyna wypiera się, jakoby cokolwiek zażywała. W końcu Ronnie, zaniepokojona dziwnym zachowaniem uczennicy, znajduje w jej szafce amfetaminę. Deloraine nie pojawia się w szkole. W zastępstwie przychodzi nowa dyrektorka, pani Dyson, która postanawia relegować Danielle ze szkoły za wpadkę z narkotykami. Klasa próbuje ratować koleżankę. Matt, poproszony przez wuja, nie zdradza nikomu powodu jego zniknięcia. Okazuje się, że Deloraine miał drugi już zawał i nigdy nie wróci do szkoły. Dowiedziawszy się o kłopotach Danielle, dzwoni jednak ze szpitala do pani Dyson z prośbą, by dała dziewczynie szansę i pozwoliła jej zdawać maturę w Heartley. |    |                           |                                                                             |
| 70 | 5  | Dyson Lays Down The Law   | 23 kwietnia 1996 (BBC Two) 20 & 21 sierpnia 1996 (Network 10)               |
| Bolton postanawia pobić swój rekord szybkości przejazdu na rolkach przez szkolne korytarze. Jazdę kończy pechowo. Wpada na dyrektor Dyson. Ta za karę postanawia nie puścić go na szkolną wycieczkę do reaktora jądrowego. Sęk w tym, że to Bolton był pomysłodawcą wycieczki i zawsze bardzo chciał tam pojechać. Klasa bierze jego stronę i wszyscy jednomyślnie odmawiają wyjazdu. Con chce poszerzyć działalność swego klubu Shark Pool. Zatrudnia nowego, doświadczonego menedżera. Szybko jednak okazuje się, że przy okazji prowadzenia klubu menedżer chce robić własne, niezbyt legalne interesy. Odkrywa to Katerina i donosi Conowi. |    |                           |                                                                             |
| 71 | 6  | USA                       | 23 kwietnia 1996 (BBC Two) 22 & 26 sierpnia 1996 (Network 10)               |
| Marzenia Cona o wyjeździe do Ameryki mają się spełnić. Został on bowiem włączony do programu wymiany studenckiej między USA a Australią. Niestety, Katerina nie jest z tego powodu szczęśliwa zwłaszcza że Con nie zdradził jej wcześniej swoich planów. Na początku próbuje namówić go, żeby nie jechał. Potem sama chce przyłączyć się do programu, jednak jest już za późno. W końcu oszukuje, że jest w ciąży. To sprawia, że Con rezygnuje z wyjazdu, ale Katerina ostatecznie mówi mu prawdę i godzi się na wyjazd. Ronnie i Andrew wdają się w konflikt. Andrew zarzuca Ronnie, że faworyzuje Cona, bo pomogła mu wypełnić wniosek do programu wymiany studentów. Z kolei Ronnie zarzuca Andrew, że faworyzuje Allie, pożyczając jej swój prywatny laptop, który bardzo ułatwia jej pracę. Oboje dochodzą do wniosku, że jeśli ktoś naprawdę potrzebuje ich pomocy to są to najsłabsi uczniowie, jak Matt Logan. |    |                           |                                                                             |
| 72 | 7  | Bolton vs Declan          | 7 maja 1996 (BBC Two) 27 & 28 sierpnia 1996 (Network 10)                    |
| W Hartley High pojawia się nowy uczeń, Declan. Staje się on obiektem zainteresowania wszystkich dziewczyn. Został karnie usunięty z poprzedniej szkoły i wszelkie „wpadki” w nowym otoczeniu będą skutkować natychmiastowym usunięciem go i z tego liceum. Już pierwszego dnia popada w konflikt z Boltonem. Zanosi się na poważna bijatykę. Matt postanawia reprezentować szkołę w zawodach lekkoatletycznych. Chce wystartować w biegach przełajowych. Zaczyna treningi razem z Allie. Prowadzi ich pan Bordino. Samotnik, nie szukający towarzystwa Declan także otrzymuje propozycje przyłączenia się do drużyny, ale na razie odmawia. Katerina popada w konflikt z nauczycielką Ronnie. Chodzi o notoryczne spóźnienia Kateriny na zajęcia taneczne. Bolton, który pod nieobecność Cona stara się o względy Kateriny postanawia zemścić się na nauczycielce kradnąc jej, używany podczas zajęć tanecznych, magnetofon. |    |                           |                                                                             |
| 73 | 8  | Mockery                   | 14 maja 1996 (BBC Two) 29 sierpnia & 3 września 1996 (Network 10)           |
| W szkole pojawia się nowa uczennica, Stassy. Trzyma się z dala od rówieśników. Chłopcy zaczynają się nią interesować. Konflikt z Kateriną jest nie do uniknięcia, zwłaszcza że Katerinie bardzo przypadł do gustu Declan. Ten natomiast jest miły dla Stassy. Aby zwrócić na siebie uwagę, Katerina podkrada Declanowi jego portfel. Chce, aby chłopak trochę się podenerwował, a potem tym bardziej docenił ją jako „uczciwego znalazcę”. W portfelu Declana są także recepty jego chorej matki, których w tej sytuacji nie może on wykupić. Aby zachować anonimowość, Katerina próbuje podrzucić portfel do domu Declana. Tam wdaje się w rozmowę z jego matką. Okazuje się, że Declan to dobry i troskliwy syn, a jego „odcięcie się” od rówieśników wynika z nadmiaru obowiązków. Po niegroźnej bójce z Kateriną Stassy za karę zostaje po lekcjach. Aby usprawiedliwić jakoś swoje spóźnienie i ukryć sprawę bójki, mówi ojcu, że nauczyciel Andrew zostawił ją po lekcjach, bo chciał być z nią „sam na sam”. Ojciec interpretuje to jednoznacznie. Następnego dnia na biurku dyrektora szkoły pojawia się skarga ojca Stassy, a Andrew zostaje oskarżony o molestowanie seksualne uczennicy. |    |                           |                                                                             |
| 74 | 9  | Friday The 13th           | 21 maja 1996 (BBC Two) 5 & 10 września 1996 (Network 10)                    |
| Zaczyna się weekend z groźną datą: jest piątek, trzynastego. Nauczycielka angielskiego poleca horror, który wieczorem ma być wyemitowany w telewizji. Nie wszyscy jednak chcą i mogą go obejrzeć. Niektórzy wybierają się na przebieraną imprezę, inni nie lubią horrorów. Danielle rezygnuje z udziału w imprezie i postanawia obejrzeć film. Zostaje w domu sama. Noc, tajemnicze hałasy, burza i głuche telefony sprawiają jednak, że zaprasza Katerinę. O głupie żarty dziewczęta podejrzewają Boltona. W końcu zawiadamiają policję. Ta nad ranem informuje je, że sprawca został zatrzymany. I rzeczywiście jest nim Bolton. Chłopak miał pecha, gdyż zapomniał kluczy i wracając do magazynu próbował dostać się do niego przez okno. Wtedy został zatrzymany i spędził noc na komisariacie. Prawdziwym sprawcą okazał się niepełnosprawny umysłowo szkolny woźny, który polubił Danielle i chciał się nią zaopiekować podczas burzy. |    |                           |                                                                             |
| 75 | 10 | Torn                      | 28 maja 1996 (BBC Two) 11 & 12 września 1996 (Network 10)                   |
| W szkole pojawia się chłopak na wózku inwalidzkim, który szuka dyrektorki. Zaczepia go Bolton, określając w niewybredny sposób swój stosunek do pani Dyson. Okazuje się, że chłopak jest jej synem, ale przyjmuje całe zdarzenie bardzo spokojnie. Bolton natomiast próbuje jakoś naprawić sytuację. Chłopcy zaprzyjaźniają się. Jednak stosunek Gary’ego do matki pozostawia wiele do życzenia. To ją właśnie Gary wini za swoje kalectwo, twierdząc, że gdyby bardziej się nim zajmowała, nie doszłoby do wypadku, w którym ucierpiał. Spotkania i rozmowy Gary’ego z Boltonem doprowadzają do złagodzenia konfliktu między panią Dyson a jej synem. Matt zostaje przyłapany przez Danielle i Declana na całowaniu się ze Stassy. W efekcie dowiaduje się o tym i Allie. Związek Matta i Allie rozpada się. |    |                           |                                                                             |
| 76 | 11 | Gambling                  | 4 czerwca 1996 (BBC Two) 16 & 17 września 1996 (Network 10)                 |
| Po rozstaniu z Mattem, Allie pakuje jego rzeczy i prosi, aby wyprowadził się z magazynu. Konsekwencją tego jest wzrost czynszu, który przypada na osobę. Allie, Bolton i Danielle popadają w tarapaty finansowe. Swoją pomoc oferuje im Declan. Bierze od przyjaciół pieniądze i obiecuje, że odpowiednio je „rozmnoży”. Na początek próbuje grać na pieniądze w bilard, potem w pokera. Obstawia też gonitwy na wyścigach konnych. Wszystko przegrywa. Przy okazji Danielle dostrzega, że chłopak za bardzo lubi hazard i że w jego przypadku jest to już nałóg. Matt zostaje przygarnięty przez rodziców Cona, jednak nie ma tam lekkiego życia. Naraża się na nieustanne zaczepki Kateriny, która szuka sobie chłopaka. Stassy odpisuje od Allie esej z historii. Kiedy nauczycielka zauważa dziwne podobieństwo obu prac, Stassy oskarża o ściąganie Allie. |    |                           |                                                                             |
| 77 | 12 | Training Courses          | 11 czerwca 1996 (BBC Two) 18 & 19 września 1996 (Network 10)                |
| Nadszedł okres praktyk. Każdy z uczniów zostaje skierowany do pracy lub sam znajduje sobie jakieś zajęcie, z którego ma „rozliczyć się” w szkole. Bolton układa wykładziny, Katerina pracuje w agencji reklamowej, Matt pomaga w klubie sportowym, a Allie i Danielle odbywają praktyki w telewizji, pomagając znanej dziennikarce. Każde z nich napotyka poważne problemy i początkowe, entuzjastyczne nastawienie znika w zetknięciu z rzeczywistością. Okazuje się bowiem, że praktykanci to dla pracodawców przede wszystkim tania siła robocza. Mało się uczą, natomiast są w maksymalny sposób wykorzystywani. Najlepiej podsumowuje praktyki Bolton. Na pytanie nauczycielki: „Czego nauczyłeś się o prawdziwym świecie”, odpowiada: „Dowiedziałem się, że miło tam czasem zajrzeć, ale gorzej żyć.” |    |                           |                                                                             |
| 78 | 13 | Electricity               | 18 czerwca 1996 (BBC Two) 23 & 24 września 1996 (Network 10)                |
| W magazynie dochodzi do wypadku. Wskutek złego podłączenia do sieci głośników Matt zostaje porażony prądem. Tylko dzięki opanowaniu Stassy i jej umiejętności udzielania pierwszej pomocy wypadek kończy się jedynie ogólnymi obrażeniami, mimo że serce Matta ustało na dłuższą chwilę. Do winy poczuwa się Bolton, który sam podłączał głośniki, chcąc udowodnić, że dobrze się na tym zna. Wypadek Matta i jego pobyt w szpitalu powodują, że Allie decyduje się wrócić do niego. Nauczyciela fizyki, Andrew, odwiedza jego była narzeczona Dana. Zachęca go, żeby wrócił do badań naukowych i wyjechał wraz z nią. Mimo początkowych wahań, Adrew decyduje się w końcu zrezygnować z pracy w szkole i wyjechać z Daną. |    |                           |                                                                             |
| 79 | 14 | Love: Impossible          | 27 sierpnia 1996 (BBC Two) 25 & 26 września 1996 (Network 10)               |
| Bolton zakochuje się w uczennicy ze szkoły św. Katarzyny. Dziewczyna, Linda, jest z pochodzenia Chinką. Chłopak nie jest akceptowany przez jej rodziców. W dodatku Linda staje się obiektem niewybrednych żartów kolegów Boltona. Rasistowskie teksty słyszy nauczycielka historii i angielskiego, Ronnie, która sama jest Afroamerykanką. Z okazji zbliżającej się międzyszkolnej debaty Ronnie wybiera więc temat rasizmu w Australii. Jego istnienie ma udowodnić drużyna Hartley High, w której składzie jest Bolton. Po drugiej stronie znajduje się właśnie Linda ze swoją szkołą św. Katarzyny, reprezentującą odmienne zdanie. Poruszony osobistymi przeżyciami Bolton wygłasza płomienną mowę i drużyna z Hartley wygrywa. |    |                           |                                                                             |
| 80 | 15 | Cooking and Mechanics     | 3 września 1996 (BBC Two) 1 & 2 października 1996 (Network 10)              |
| Dyrektorka szkoły, pani Dyson, wprowadza nowe przedmioty. Dziewczęta mają się uczyć mechaniki, a chłopcy gotowania. Przy tej okazji w szkole pojawia się nowy, młody nauczyciel Tom. Mylą się jednak interesujące się nim uczennice: nie będzie on uczył mechaniki. Poprowadzi zajęcia „kuchenne” z chłopakami. Mechaniką zajmie się natomiast pani Dyson. Chłopcy są załamani koniecznością uczenia się nowego przedmiotu, zwłaszcza że nie pałają sympatią do Toma. Postanawiają więc w odwecie przygotować dla nauczycieli ciasteczka „z niespodzianką”. Tą niespodzianką jest dodany do ciastek środek na przeczyszczenie. Okazuje się jednak, że ilość środka jakiej użył Bolton, może doprowadzić do bardzo poważnych problemów żołądkowych, a tymczasem ciasteczka są już w pokoju nauczycielskim. W wybrnięciu z kłopotliwej sytuacji pomaga chłopcom Tom, który przypadkowo dowiedział się o „niespodziance”. |    |                           |                                                                             |
| 81 | 16 | Taking Care of The Others | 10 września 1996 (BBC Two) 3 & 7 października 1996 (Network 10)             |
| Katerina załamuje się, kiedy odkrywa, iż w sąsiedztwie zmarła samotna, starsza pani. Kobieta przez dwa tygodnie czekała na jakąkolwiek pomoc. Katerina postanawia zorganizować młodzieżową grupę niosącą ratunek osobom starszym i samotnym. Opieka nad ludźmi w podeszłym wieku nie jest jednak tak prosta jakby mogło wydawać się na początku. Tymczasem ze swoją chorą na stwardnienie rozsiane matką nie radzi sobie Declan. Zamierza rzucić szkołę, by całkowicie poświęcić się jej opiece. Danielle ma do niego pretensje, gdyż chłopak nie ma czasu na spotkania z nią. Swoją trudną sytuację Declan utrzymuje w tajemnicy. W końcu jednak mówi o wszystkim Danielle. Katerina znajduje przez internet swoją wirtualną miłość, Charliego. Oboje przesyłają sobie swoje – a może jednak nie całkiem swoje – fotografie. |    |                           |                                                                             |
| 82 | 17 | Recycling                 | 17 września 1996 (BBC Two) 8 & 9 października 1996 (Network 10)             |
| Uczniowie otrzymują nowe zadanie szkolne. Mają wykreować produkt, zaprezentować go i przedstawić jego strategię marketingową. Pracują parami. Allie i Stassy projektują suknię, Katerina i Charlie początkowo nie wiedzą, co wybrać, ale w końcu decydują się na leżak dla zakochanych, Bolton i Matt przygotowują ręcznie robione korale, a Declan i Danielle wykonują razem piosenkę. Projekty są przedstawiane podczas uroczystego wieczoru w Shark Pool. Stassy, która złamała ojcowski zakaz, zostaje wyrzucona z domu za wzięcie udziału w pokazie. W tej sytuacji przyjaciele przyjmują ją do magazynu. Allie marzy, żeby zostać pisarką i zaczyna pisać powieść o życiu szkoły. Pomaga jej w tym nowy nauczyciel, Tom, który również wprowadza korekty. |    |                           |                                                                             |
| 83 | 18 | Charlie’s Bad Idea        | 24 września 1996 (BBC Two) 10 & 14 października 1996 (Network 10)           |
| Zbliża się dzień szkolnego biegu. Matt, Declan i Allie solidnie przygotowywali się do udziału w nim. Mają wystartować w grupie zaawansowanej. Nieoczekiwanie do grupy tej chce dołączyć Charlie. Nie jest zbyt sprawny fizycznie, dlatego budzi to sprzeciw Toma. W końcu jednak dopuszcza on Charliego do biegu. Pech chce, że chłopak na trasie dostaje ataku serca. Pewny zwycięzca, Matt, zawraca, aby pomóc koledze i traci tym samym szansę na zaprezentowanie się „łowcom talentów” ze znanego klubu sportowego. Matt nie traktuje jednak tego wydarzenia jako porażki. Twierdzi, że uratowanie życia koledze jest dla niego największą, życiową wygraną. |    |                           |                                                                             |
| 84 | 19 | The Thief                 | 1 października 1996 (BBC Two) 15 & 16 października 1996 (Network 10)        |
| Charlie cały czas próbuje umówić się z Kateriną. Prosi o pomoc Matta, który ma mu wyszukać odpowiednią restaurację na takie spotkanie. W końcu Katerina przyznaje się Charliemu, że chciała się z nim umówić tylko z powodu jego ataku serca, aby mu pomóc przetrwać chorobę. Chłopak jest załamany. Do miasta wraca syn państwa Bordino, Rocco. Jak zawsze, oznacza to kłopoty. Tym razem, w związku ze swoimi poważnymi długami, próbuje namówić ojca, aby sprzedał Shark Pool. Liczy na udział w zyskach. Niestety, ojciec odmawia. W tej sytuacji Rocco kradnie z kasy klubu tysiąc dolarów, a winę zrzuca na Declana. Dzięki Mattowi i Katerinie zostaje jednak zdemaskowany. Państwo Bordino są jednak załamani postawą syna. |    |                           |                                                                             |
| 85 | 20 | The Opportunist           | 8 października 1996 (BBC Two) 17 & 21 października 1996 (Network 10)        |
| Stassy dostaje pracę jako fotomodelka. Chwilowo kończą się jej kłopoty finansowe. Bolton próbuje być jej menedżerem, ale nie wychodzi mu to zbyt dobrze. Nie ma to jednak znaczenia, gdyż sama Stassy niezbyt chętnie angażuje się w tę pracę. Charlie odkrywa, że najpopularniejszym chłopakiem w szkole jest Matt. Prosi go więc o pomoc w doborze ubrań i fryzury. Chciałby też wziąć od niego kilka lekcji „swobodnego” zachowania. Efekt jest piorunujący. Ze szkolnego outsidera Charlie przeistacza się w atrakcyjnego chłopaka. Dziewczyny są nim zauroczone. Nawet Katerina, która dotychczas zdecydowanie unikała go, teraz zabiega o jego względy. Do Declana przyjeżdża jego była dziewczyna z propozycją wznowienia działalności ich duetu. Ma nawet niemal gotowy kontrakt z pewną wytwórnią na nagranie płyty. Razem występują w Shark Pool, budząc podziw gości. Okazuje się, że Lara chce tylko wykorzystać talent swego byłego chłopaka. Kradnie jego kompozycje, przypisując ich autorstwo sobie. |    |                           |                                                                             |
| 86 | 21 | The Soul Mates            | 15 października 1996 (BBC Two) 22 & 23 października 1996 (Network 10)       |
| Allie ze swoją książką przechodzi do finału konkursu organizowanego przez Brytyjskie Towarzystwo Literackie. Główną nagrodą w konkursie jest wyjazd do Londynu. Wszyscy są z niej bardzo dumni. Stassy „zaraża” Boltona swoim niekonwencjonalnym podejściem do życia. Próbuje go przekonać, że ma w sobie tajemną moc. W końcu jej się to udaje i oboje, ku uciesze innych, poddają się niecodziennym praktykom medytacyjnym. Aby udowodnić posiadanie „mocy”, Stassy ucieka się do oszustwa. Kiedy sprawa wychodzi na jaw, Bolton zrywa znajomość z nią. |    |                           |                                                                             |
| 87 | 22 | The Secret                | 24 & 28 października 1996 (Network 10) 29 października 1996 (BBC Two)       |
| Allie wygrywa konkurs literacki i w nagrodę otrzymuje stypendium w Londynie. Sprawy się komplikują. Okazuje się bowiem, że dziewczyna jest w ciąży. Wszyscy sądzą, że ojcem dziecka jest Matt. On też jest o tym przekonany i oferuje Allie wszelką pomoc. Prawda jest jednak inna. Allie zaszła w ciążę ze swoim nauczycielem, Tomem. Między Mattem, a Tomem dochodzi z tego powodu do bójki. W efekcie Tom zostaje zwolniony z pracy, a Allie postanawia jak najszybciej pojechać do Londynu, by wrócić do Australii jeszcze przed porodem. Katerina, w tajemnicy przed samym zainteresowanym, organizuje przyjęcie urodzinowe dla Charliego. Przy okazji odbywa się pożegnalna impreza Allie. |    |                           |                                                                             |
| 88 | 23 | Bolton’s Poetry           | 29 & 30 października 1996 (Network 10) 5 listopada 1996 (BBC Two)           |
| W szkole zostaje ogłoszony konkurs poetycki. Ku zdziwieniu wszystkich okazuje się, że wygrywa go Bolton. Początkowo nikt nie może w to uwierzyć, lecz chłopak zostaje nagrodzony. Wzbudza to podejrzenia uczniów. Nowy uczeń Max (dużo starszy od pozostałych) sprawia Boltonowi wiele kłopotów i demaskuje jego złe postępowanie. Matt i Stassy zbliżają się do siebie. Dziewczyna czuje się jednak zagubiona, gdyż swoją miłość wyznaje jej Bolton. |    |                           |                                                                             |
| 89 | 24 | Bowling and Mimosa        | 31 października & 4 listopada 1996 (Network 10) 12 listopada 1996 (BBC Two) |
| Matt i Stassy po drobnych nieporozumieniach dochodzą do zgody. Planują zamieszkać razem. Dobrą atmosferę mąci jednak oskarżenie Stassy przez Katerinę o kradzież kuponu na loterię. |    |                           |                                                                             |
| 90 | 25 | Help!                     | 5 & 6 listopada 1996 (Network 10) 12 listopada 1996 (BBC Two)               |
| Zbliża się koniec roku szkolnego. Wszystkich dopada stres związany ze zbliżającymi się egzaminami. Charlie przeżywa wszystko o wiele intensywniej, gdyż dodatkowo ma kłopoty w domu. Jego rodzice postanowili wziąć rozwód. Chłopak czuje się opuszczony i samotny. Nie może liczyć nawet na Katerinę, która nigdy nie ma czasu na spotkanie. Charlie wiąże się z pewną sektą. Tam znajduje spokój i otrzymuje odpowiedzi na wszystkie dręczące go pytania. Ucieka z domu. Kiedy przyjaciele dowiadują się o tym, postanawiają uwolnić Charliego. Nie wierzą, że mógł wstąpić do sekty z własnej woli. |    |                           |                                                                             |
| 91 | 26 | Muck Up Day               | 7 & 11 listopada 1996 (Network 10) 19 listopada 1996 (BBC Two)              |
| Uczniowie klasy maturalnej przygotowują się do świętowania ostatniego dnia w szkole. Zazwyczaj organizowane są wtedy przeróżne żarty, skupiające się zwłaszcza na dokuczaniu nauczycielom. Jednak w związku z wizytą w szkole kuratora, p. Summersa, dyrektor Dyson zakazuje organizowania zabawy. Sama jednak nie wierzy do końca w skuteczność tego zakazu. I ma rację. Młodzież zakłada polowe mundury wojskowe i przeprowadza w szkole manewry. Jeden z uczniów, chcąc zemścić Mattowi za historię sprzed kilku miesięcy, wrzuca do klasy świecę dymną powodując pożar. Robi to tak, aby wina spadła na Matta. Przy odtwarzaniu nagrania video z tego szkolnego święta, wyraźnie widać kto spowodował pożar. Charlie i Katerina po pierwszych entuzjastycznych planach wzięcia ślubu, rezygnują jednak z tego pomysłu. Natomiast relacje między Mattem a Stassy zaczynają się nieco komplikować. |    |                           |                                                                             |

### Sezon 5 (1996–1997)
| 92 | 1  | Who Cares If We Fail?      | 3 grudnia 1996 (UK: BBC Two) 3 & 4 lutego 1997 (AUS: ABC)  |
| Na pamiątkę przyjaźni maturzyści postanawiają zakopać w specjalnej kapsule po jednym, wybranym przedmiocie, który najlepiej ich charakteryzuje. Kapsuła ma być odkopana po 10 latach. Katerina wkłada do niej telefon komórkowy, który zostawił jej Con. Po fakcie okazuje się, że telefon nie jest własnością Cona. Aby dalej nie opłacać abonamentu, powinien być zwrócony do wypożyczalni. Maturzyści mają wielki problem. W miejscu, gdzie została zakopana kapsuła ułożono właśnie chodnik. Dyrektor Dyson, w związku z tym, że jej niepełnosprawny syn otrzymał pracę w innym mieście, postanawia zrezygnować ze swojej funkcji tuż przed maturą i wyjechać z nim. Najwięcej żalu o takie postawienie sprawy ma do niej Bolton, który polubił i ją i jej syna. Rezygnację dyrektorki tuż przed maturą traktuje jak „ucieczkę szczura z tonącego okrętu”. |    |                            |                                                            |
| 93 | 2  | High Anxiety               | 10 grudnia 1996 (BBC Two) 10 & 11 lutego 1997 (ABC)        |
| Zbliża się termin matury. Wszyscy są bardzo zdenerwowani. Bolton zamierza działać. Od szkolnego urzędnika postanawia kupić pytania egzaminacyjne. W swój plan wciąga także Stassy. W efekcie okazuje się, że zostali oszukani. Dostali pytania maturalne z poprzedniego roku. Declan ma problemy z chorą na stwardnienie rozsiane matką. Nie chce się zgodzić na umieszczenie jej w domu opieki. W tej sytuacji nie bardzo radzi sobie z przygotowaniami do egzaminów. Charlie natomiast czuje przymus uczenia się non stop, aby nie stracić ani chwili. Aptekarz oferuje mu tabletki na zmęczenie, ale ostrzega, aby używał ich rozsądnie i przestrzegał zasad dawkowania. Chłopak nie przejął się tymi wskazówkami. |    |                            |                                                            |
| 94 | 3  | Surprise!                  | 17 grudnia 1996 (BBC Two) 12 & 13 lutego 1997 (ABC)        |
| Trwają egzaminy maturalne. Przesądni próbują zapewnić sobie dobre oceny kładąc pod poduszkę amulety szczęścia, inni starają się „wyśnić” pytania egzaminacyjne. Pomagają też swemu szczęściu po prostu skupiając się na nauce. Tylko Katerina ma problem z koncentracją, ponieważ z Ameryki, w odwiedziny do rodziców przyjechał Con. Jak się potem okazało nie sam, bo ze swoją nowo poślubioną żoną. Dla Kateriny jest to szok, ale dzięki temu bardziej docenia swój związek z Charliem. Declan postanawia zrezygnować ze zdawania matury, jednak interwencja nauczycielki Ronnie sprawia, że pojawia się na egzaminach, choć jest spóźniony. |    |                            |                                                            |
| 95 | 4  | Beach Party                | 7 stycznia 1997 (BBC Two) 17 & 18 lutego 1997 (ABC)        |
| Bal maturalny zostaje odwołany. Powodem jest brak funduszy. Po pożarze szkoła musiała wyposażyć pracownie w nowe komputery. Ponieważ o spowodowanie pożaru obwinia się uczniów klas maturalnych, zostaną ukarani w ten sposób, że nie będą mieli balu. Ronnie proponuje, żeby uczniowie spotkali się u niej. Niestety, przychodzi tylko Declan. Katerina wymusza na Charliem udział w luksusowym i drogim balu, razem z uczniami z innych szkół. Matt, opuszczony przez Stassy, upija się w Shark Pool i doprowadza do bójki. Bolton natomiast postanawia zorganizować wielki bal na plaży. |    |                            |                                                            |
| 96 | 5  | The End of The Shark Pool? | 14 stycznia 1997 (BBC Two) 19 & 20 lutego 1997 (ABC)       |
| Roberto i Hellen wybierają się na urlop do Europy. Głównym celem ich wyprawy jest rodzinna Grecja. Na krótko przed wyjazdem trafia im się kupiec na Shark Pool. Roberto, nie konsultując sprawy z pracującą w klubie młodzieżą, postanawia sprzedać klub. Jak się wkrótce okazuje, nabywca jest podstawiony, a prawdziwym właścicielem zostaje Leo, który słynie ze swoich niejasnych interesów. Declan natychmiast zostaje zwolniony z pracy w klubie, a Katerina i Matt obawiają się o swoją przyszłość. Młodzieżowy klub ma zostać przekształcony w nocny lokal. Declan dostaje pracę przy malowaniu szkoły. Odkrywa, iż jego pracodawca kradnie część przeznaczonej do malowania, a zakupionej przez szkołę farby. Nie wie, jak ma się zachować zwłaszcza że za „trzymanie języka za zębami” dostaje ekstra dodatek do pensji...                           |    |                            |                                                            |
| 97 | 6  | Results                    | 21 stycznia 1997 (BBC Two) 24 & 25 lutego 1997 (ABC)       |
| Uczniowie zdają ostatnie maturalne egzaminy i czekają na wyniki. Wszyscy bardzo się denerwują i każdego ranka sprawdzają pocztę. Stassy nie zdaje matury i zgodnie z umową z ojcem powinna wrócić do domu. Matt proponuje jej jednak wspólny wyjazd i dziewczyna przyjmuje propozycję. Charlie, chociaż zdał maturę, nie dostaje się na wymarzoną informatykę, gdyż uczelnia podniosła limit punktów. Natomiast Katerina początkowo okłamuje otoczenie, jak to niby rewelacyjnie zdała maturę, w efekcie jednak przyznaje się, że oblała. Razem z Charliem, by mieć zaliczony na odpowiednim poziomie egzamin maturalny, postanawiają powtórzyć ostatnią klasę. |    |                            |                                                            |
| 98 | 7  | Liars                      | 28 stycznia 1997 (BBC Two) 26 & 27 lutego 1997 (ABC)       |
| W domu Anity pojawia się jej brat Ryan, który dotychczas mieszkał z ojcem. Matka zgadza się, żeby został z nimi pod warunkiem, że wróci do szkoły. Chłopak obiecuje, że po wakacjach to zrobi. Leo namawia Charliego, by ten kupił samochód. To ponoć świetna okazja. Declan i Ryan pomagają Charliemu sprawdzić wóz. Leo okazuje się jednak nieuczciwym sprzedawcą. Ma drugi taki sam pojazd i po sprawdzeniu wozu przez chłopaków przekłada lepsze części do drugiego auta. Anita i Melanie znajdują pusty portfel. Ponieważ jest w nim adres właściciela, postanawiają go zwrócić. Nie przypuszczają nawet, w jakie tarapaty się pakują. |    |                            |                                                            |
| 99 | 8  | Episode 99                 | 4 lutego 1997 (BBC Two) 3 & 4 marca 1997 (ABC)             |
| Skończyły się wakacje i trzeba wracać do szkoły. Uczniowie zastają w niej nowego dyrektora, który prosi Melanie, aby była „łącznikiem” między nim a pozostałymi uczniami. W gruncie rzeczy dziewczyna ma szpiegować i donosić dyrektorowi o wszystkim, co się dzieje w szkole. Z tego powodu popada w konflikt z kolegami i w efekcie rezygnuje z tej „nominacji”. Ryan od pierwszego dnia jest w ciągłym konflikcie z chłopakiem o imieniu Drazic. Awantury między nimi wybuchają z byle powodu. W Shark Pool Leo mianuje Katerinę przełożoną chłopaków. Nie bardzo im się to podoba, zwłaszcza że dziewczyna chce dowodzić nimi również w domu. |    |                            |                                                            |
| 100 | 9  | Episode 100                | 11 lutego 1997 (BBC Two) 5 & 6 marca 1997 (ABC)            |
| Ryan i Declan zostają przyłapani przez dyrektora, kiedy podczas przerwy w zajęciach grają w koszykówkę. Dyrektor uważa, że wolny czas uczniowie powinni poświęcać nauce. Wzywa rodziców chłopców, aby czym prędzej stawili się w szkole. Nie ma pojęcia, że Declan jest samodzielny, a jego chora na stwardnienie rozsiane matka nie może sprawować opieki nad synem. Nie mogąc znaleźć zrozumienia u dyrektora, chłopak postanawia rzucić szkołę. Matka Ryana, przeczytawszy list dyrektora, oskarża go o ingerencję w jej metody wychowawcze. |    |                            |                                                            |
| 101 | 10 | Episode 101                | 18 lutego 1997 (BBC Two) 10 & 11 marca 1997 (ABC)          |
| Ronnie organizuje w szkole lekcje plastyki. Na początku zgłaszają się na nie niemal same dziewczęta. Jednak, gdy pewnego razu Ronnie zaprasza na zajęcia modelkę, zainteresowanie chłopców gwałtownie rośnie. Charlie ma poważne kłopoty, gdyż zapomniał o rocznicy swojego związku z Kateriną. Są razem już pół roku i Katerina nie wyobraża sobie, aby tego nie uczcić. Chodzi jej głównie o prezent z tej okazji. Declan znajduje pracę w szpitalu. Na początku nie jest mu łatwo, zwłaszcza gdy starsza pani, z którą się zaprzyjaźnił, nagle umiera. |    |                            |                                                            |
| 102 | 11 | Episode 102                | 25 lutego 1997 (BBC Two) 12 & 13 marca 1997 (ABC)          |
| Do Scheppersów przyjeżdża ojciec Anity i Ryana. Jego pojawienie się powoduje lekkie zamieszanie. Anita jest bardzo przejęta tą wizytą, gdyż przez całe lata nie miała kontaktu z ojcem. Dostaje od niego prezent. Zauważa jednak, że ojcu bardziej zależy na naprawieniu kontaktów z synem, niż na budowaniu relacji z nią. Drazic bierze samochód Charliego i jeżdżąc po terenie szkoły uderza w zaparkowany tam samochód dyrektora. Zanosi się na poważne kłopoty. W związku z nocnymi zmianami w szpitalu, Declan nie może przez tydzień bywać w Shark Pool. Ponieważ zależy mu na tej pracy, prosi Melanie, aby go zastąpiła. Katerina wykorzystuje sytuację i wyznacza Melanie same najgorsze zajęcia. Kiedy Melanie to spostrzega, postanawia zgotować Katerinie bolesną zemstę.                                                                         |    |                            |                                                            |
| 103 | 12 | Episode 103                | 4 marca 1997 (BBC Two) 17 & 18 marca 1997 (ABC)            |
| Za namową Kateriny, Melanie postanawia zorganizować duże przyjęcie. Ma to jej pomóc zyskać popularność. Po cichu liczy, że dzięki imprezie zbliży się nieco do Ryana, w którym się podkochuje. Na przyjęcie wydaje wszystkie pieniądze z karty kredytowej ojca. Podczas imprezy psuje się wzięta po kryjomu kamera wideo ojca. Ryan odmawia przyjęcia drogiego naszyjnika, który Melanie chce mu podarować. Za namową ojca chłopak postanawia rzucić szkołę i przyłączyć się do rodzinnego interesu. |    |                            |                                                            |
| 104 | 13 | Episode 104                | 11 marca 1997 (BBC Two) 19 & 20 marca 1997 (ABC)           |
| W szkole pojawia się nowa, ekscentryczna uczennica. Już na pierwszej lekcji Mai zaskakuje wszystkich negatywnymi opiniami dotyczącymi imigrantów, choć sama pochodzi z Chin. Jest to jednak jej gra i prowokacja, która wychodzi na jaw, kiedy nowa koleżanka i Melanie zaczynają obie wydawać gazetkę szkolną. Mai oskarża w niej szkołę o rasizm i nie zostawia suchej nitki na kolegach. Declan otrzymuje propozycję wyjazdu na kurs pielęgniarski. Bardzo go to cieszy. Wracając wieczorem do domu, jest świadkiem wypadku. |    |                            |                                                            |
| 105 | 14 | Episode 105                | 18 marca 1997 (BBC Two) 24 & 25 marca 1997 (ABC)           |
| Dyrektor szkoły marzy o tym, by drużyna Hartley High wygrała międzyszkolny turniej siatkówki. W sukcesie przeszkadza trochę Charlie, który nie jest zbyt dobrym zawodnikiem. Mai odkrywa, że Anita bardzo angażuje się w obronę praw zwierząt. Próbuje, więc wykorzystać dziewczynę do osiągnięcia swoich celów. Są one związane z polityką i protestem przeciwko wyborowi nowej pani burmistrz, która nosi naturalne futro. Katerina i Charlie popadają w kłopoty finansowe. Muszą szybko znaleźć współlokatora, bo nie będą mogli opłacić czynszu. |    |                            |                                                            |
| 106 | 15 | Episode 106                | 25 marca 1997 (BBC Two) 26 & 27 marca 1997 (ABC)           |
| Ryan jest zniecierpliwiony niepowodzeniami w zalotach do Mai. Zaczyna więc snuć domysły, że ona woli dziewczyny. Dzieli się tym spostrzeżeniem w tajemnicy z Charliem, a ten z Kateriną. W ten sposób fałszywa plotka obiega całą szkołę. Anita zauważa, że Drazic zawsze wykręca się w szkole od głośnego czytania. Dochodzi do wniosku, że chłopak ma dysleksję. Namawia go na wizytę u terapeuty i sama bardzo się angażuje w tę sprawę, chcąc mu pomóc. Okazuje się, że przy bliższym poznaniu Drazic jest bardzo interesujący. |    |                            |                                                            |
| 107 | 16 | Episode 107                | 31 marca & 1 kwietnia 1997 (ABC) 1 kwietnia 1997 (BBC Two) |
| Pewnego ranka Katerina i Charlie znajdują na progu magazynu dziecko. Nie wiadomo, skąd się tam wzięło i nie sposób znaleźć rodziców. Postanawiają więc zająć się maleństwem. Ta sytuacja sprawia, że oboje zauważają, jak różne cele chcą osiągnąć w życiu. Charlie jest gotowy całkowicie poświęcić się domowi i rodzinie, a Katerina chce robić karierę. Anita zakochuje się w Drazicu. Umawia się z nim, ale obawiając się jednak reakcji kolegów, trzyma wszystko w ścisłej tajemnicy. Mai ma problemy z dyrektorem. |    |                            |                                                            |
| 108 | 17 | Episode 108                | 2 & 3 kwietnia 1997 (ABC) 8 kwietnia 1997 (BBC Two)        |
| U Ryana zatrzymuje się na kilka dni kolega z dzieciństwa. Warren ma wziąć udział w naborze do pierwszoligowego klubu piłkarskiego. Jest dobrze zbudowany i dużo czasu poświęca na doskonalenie sylwetki. Ryan odkrywa, że Warren bierze sterydy. Charlie postanawia zerwać z Kateriną, gdyż ta nazbyt odważnie pozwala sobie flirtować z Warrenem. Dziewczyna lekceważy rozstanie, gdyż jest pewna, że to tylko chwilowy kaprys Charliego. Prawdziwe zmartwienia zaczynają się dopiero wtedy, kiedy Charlie do niej nie wraca. |    |                            |                                                            |
| 109 | 18 | Episode 109                | 7 & 8 kwietnia 1997 (ABC) 15 kwietnia 1997 (BBC Two)       |
| Les podejmuje decyzję o zamknięciu gazetki szkolnej. Sprzeciwiają się temu Mai i Melanie, które postanawiają się nie poddawać. Mai umawia się na wywiad z ważnym funkcjonariuszem państwowym. Na wywiad dziewczęta jadą autostopem i popadają w tarapaty. Okazuje się, że kierowca ma wobec nich złe zamiary. Anita namawia Drazica do wspólnego występu podczas zajęć. Mają razem wykonać fragment „Snu nocy letniej”. Drazic nie jest zachwycony, ale zależy mu na Anicie, dlatego się zgadza. |    |                            |                                                            |
| 110 | 19 | Episode 110                | 9 & 10 kwietnia 1997 (ABC) 22 kwietnia 1997 (BBC Two)      |
| Przy okazji robienia zakupów Drazic kradnie towar w sklepie. Namawia do tego także Anitę. Ta w końcu zgadza się, ale zostaje przyłapana przez właściciela. Ratuje ją Drazic, wywołując zamieszanie, ale sam wpada. Oboje mają nieprzyjemności. Les kupuje do szkoły nowy komputer. Sam nie potrafi go uruchomić, prosi więc Charliego o pomoc. Ten odkrywa, że dyrektor kupił sprzęt z pirackim oprogramowaniem. Mai i Melanie postanawiają przeprowadzić test na najpopularniejszego i najatrakcyjniejszego chłopaka. Okazuje się, że Ryan jest bezkonkurencyjny. |    |                            |                                                            |
| 111 | 20 | Episode 111                | 14 & 15 kwietnia 1997 (ABC) 29 kwietnia 1997 (BBC Two)     |
| Z powodu bliskiej zażyłości z Draziciem Anita popada w konflikt z rodziną. Czeka ją też sprawa w sądzie za kradzież w sklepie. Wyrok może jej przeszkodzić w zrobieniu matury. Katerina za wszelką cenę chcę dołączyć do drużyny, która ma reprezentować szkołę w quizie z wiedzy ogólnej. Taka szansa pojawia się, kiedy Ryan nie może z powodu choroby wziąć udziału w konkursie. Nikt jednak, zwłaszcza Charlie, nie wierzy w zdolności Kateriny. |    |                            |                                                            |
| 112 | 21 | Episode 112                | 16 & 17 kwietnia 1997 (ABC) 6 maja 1997 (BBC Two)          |
| Katerina zakochuje się w nauczycielu tańca. Ten zaś proponuje jej wspólny występ w konkursie. Sielanka trwa do chwili, kiedy Katerina dowiaduje się, iż jej wybranek ma żonę i dziecko. Mai urywa się na jedną noc z magazynu i prosi Ryana o nocleg. Ten zgadza się, mając nadzieję, iż Mai chodzi o coś więcej, niż tylko o przenocowanie. Myli się. Za kradzież w sklepie Drazic otrzymuje nakaz pracy społecznej. Jest to powodem do żartów dla Melanie. |    |                            |                                                            |
| 113 | 22 | Episode 113                | 21 & 22 kwietnia 1997 (ABC) 13 maja 1997 (BBC Two)         |
| Ryan opuścił się w nauce. Dyrektor daje mu ultimatum: albo nadrobi wszelkie zaległości w ciągu tygodnia, albo zostanie relegowany. Zdesperowany chłopak prosi Melanie o pomoc. Ta się zgadza. Wkrótce jednak okazuje się, iż Ryan liczył na to, że Melanie wszystko zrobi za niego sama. W wyniku nieporozumienia w Shark Pool zostają zatrudnione na próbę Mai i Anita. Ta, która w ciągu próbnego tygodnia okaże się lepsza, ma dostać pracę na stałe. Drazic ciągle pracuje społecznie. Les załatwia mu pracę ratownika na basenie. Mimo że – jak się później okazuje – bez wymaganego zaświadczenia z kursu pierwszej pomocy, Drazic w profesjonalny sposób ratuje tonącego chłopca. |    |                            |                                                            |
| 114 | 23 | Episode 114                | 23 & 24 kwietnia 1997 (ABC) 20 maja 1997 (BBC Two)         |
| W szkole pojawia się nowy nauczyciel. Jego nowatorskie metody nauczania niezbyt podobają się Lesowi. Wszystko wskazuje na to, że Jay nie zostanie na długo w szkole. Melanie postanawia zmienić swój wizerunek. Jej oryginalny pomysł na nowy image wywołuje śmiech u kolegów. Ryan i Anita bardzo starają się namówić mamę, aby pozwoliła im się wybrać na koncert zespołu metalowego. To jedyna okazja, aby zobaczyć ulubioną grupę. Dla Ryana załatwienie biletów to możliwość zyskania w oczach Mai. |    |                            |                                                            |
| 115 | 24 | Episode 115                | 28 & 29 kwietnia 1997 (ABC) 27 maja 1997 (BBC Two)         |
| Dochodzi do wypadku samochodowego, gdy Ryan prowadzi. On i Mai wychodzą z wypadku bez szwanku, ale Anita jest poważnie ranna. Dziewczyna zapada w śpiączkę. Melanie przechodzi kryzys psychiczny. Próby znalezienia akceptacji wśród kolegów zakończyły się fiaskiem. Nauczyciel, któremu wyznała miłość, odrzucił jej zaloty. Dziewczyna postanawia zrezygnować ze szkoły, choć jej ojciec się temu sprzeciwia. Charlie zabiega o względy Aurory. |    |                            |                                                            |
| 116 | 25 | Episode 116                | 30 kwietnia & 1 maja 1997 (ABC) 3 czerwca 1997 (BBC Two)   |
| Les organizuje w szkole kursy wieczorowe. Okazuje się, że nie może spokojnie prowadzić zajęć, ponieważ zbyt wiele rzeczy mu przeszkadza. Zakazuje więc chłopcom gry w piłkę na szkolnym boisku w godzinach popołudniowych, a Mai i Melanie odbiera pokój, w którym redagują swoją gazetkę. Ryan postanawia z nim walczyć i organizuje strajk uczniów. Katerina i Mai często zapraszają do magazynu Drazica. Charliemu bardzo się to nie podoba. Anita po wypadku czuje się już coraz lepiej i nie może się doczekać powrotu do domu. |    |                            |                                                            |
| 117 | 26 | Episode 117                | 5 & 6 maja 1997 (ABC) 8 lipca 1997 (BBC Two)               |
| Drazic i Charlie wchodząc do szkoły natykają się na złodzieja. Nie wiadomo dlaczego Drazic udaje, że nie widział złodzieja, chociaż mógłby go zidentyfikować. Ojciec Melanie ma dla córki niespodziankę. Okazuje się, że załatwił półroczne stypendium w Paryżu. Początkowo dziewczyna nie chce jechać, jednak po namowach kolegów decyduje się skorzystać z tej okazji. W szkole trwa akcja oddawania krwi. Po wypadku Anity wszyscy chętnie zgłaszają się do punktu. Również Ryan chce oddać krew, chociaż początkowo wykazywał umiarkowany entuzjazm w tej sprawie. Okazuje się, że ten uchodzący za ideał męskości ulubieniec dziewcząt, boi się ukłucia. |    |                            |                                                            |
| 118 | 27 | Episode 118                | 7 & 8 maja 1997 (ABC) 15 lipca 1997 (BBC Two)              |
| Charlie odkrywa, że Anita prawie nie jada. Często wymiotuje, a dogadza sobie jedynie czekoladkami. Mówi o tym jej mamie. Okazuje się, że dziewczyna cierpi na bulimię. Ryan, będąc w związku z Mai, pragnie od niej czegoś więcej niż dostaje. Mai nie jest jednak jeszcze gotowa i wszelkimi sposobami próbuje uniknąć zostania z Ryanem sam na sam. Ostatecznie Ryan zrywa z nią, kiedy zorganizowany przez niego za duże pieniądze romantyczny wieczór kończy się „klapą”. |    |                            |                                                            |
| 119 | 28 | Episode 119                | 12 & 13 maja 1997 (ABC) 22 lipca 1997 (BBC Two)            |
| W szkole pojawia się dwójka nowych uczniów: Omar i jego kuzynka. Oboje są muzułmanami i w żadnej szkole nie mogą dłużej zagrzać miejsca. Uważają, że wszędzie są dyskryminowani. Podobnie jest w Hartley High. Najmniejsza uwaga na temat różnicy kultur, swobody wyznania, równouprawnienia kobiet skutkuje rozdrażnieniem Omara. Chłopak wpadł jednak w oko Anicie, z powodu czego Charlie staje się jego przeciwnikiem. Mai cierpi z powodu rozstania z Ryanem. Jej zły nastrój sprawia, że atmosfera w magazynie staje się ciężka. |    |                            |                                                            |
| 120 | 29 | Episode 120                | 14 & 15 maja 1997 (ABC) 19 sierpnia 1997 (BBC Two)         |
| Katerina rozpoczyna działalność jako przedstawiciel handlowy firmy rozprowadzającej zdrową żywność. Musi zainwestować w to 200 dolarów. Pieniądze bierze z kasy Shark Pool. Początkowo wszystko idzie świetnie. Klienci składają zamówienia, ale kiedy przychodzi do płacenia, wycofują się. Drazic buntuje się przeciwko szkolnym eksperymentom na szczurze. Aby ratować życie gryzonia, zabiera go z klatki. W zamian podkłada znalezionego na ulicy martwego szczura. |    |                            |                                                            |
| 121 | 30 | Episode 121                | 19 & 20 maja 1997 (ABC) 26 sierpnia 1997 (BBC Two)         |
| Hilary angażuje się w związek z dużo młodszym kolegą, co nie podoba się Anicie. Mai i Katerina wygrywają w losowaniu praktyki w galerii. Ta pierwsza próbuje wywrzeć na jej właścicielu dobre wrażenie, ale to Katerina nawiązuje z nim lepszy kontakt. Les ma dość wojny pomiędzy Ryanem i Draziciem. Postanawia położyć jej kres, wyznaczając im zadanie, w którym chłopcy muszą połączyć siły. |    |                            |                                                            |
| 122 | 31 | Episode 122                | 21 & 22 maja 1997 (ABC) 2 września 1997 (BBC Two)          |
| Drazic stoi przed szansą zdobycia sławy. Musi udowodnić, że świetnie jeździ na rolkach, konkurując z najlepszymi zawodnikami w kraju. Melanie niespodziewanie wraca z Francji i zatrzymuje się w domu Scheppersów. Ryan wierzy, że przyjechała specjalnie dla niego, ale się myli. Uczniowie ostatniej klasy domagają się własnej świetlicy w szkole. Les czuje, że mogą pojawić się problemy, ale ostatecznie się zgadza pod pewnym warunkiem. Chętni muszą sami posprzątać, odnowić i umeblować świetlicę. Wyznacza Mai na opiekunkę placówki. |    |                            |                                                            |
| 123 | 32 | Episode 123                | 26 & 27 maja 1997 (ABC) 9 września 1997 (BBC Two)          |
| Rocznica ślubu rodziców Melanie przywodzi dziewczynie na myśl wspomnienia o matce, która zmarła trzy lata wcześniej. Nie mogąc porozumieć się z ojcem, dziewczyna nawiązuje kontakt z Grace, bezdomną kobietą mieszkającą na terenie szkoły. Ma nadzieję, że wypełni pustkę spowodowaną brakiem matki. Drazic przekonuje się, że praca zawodowego rolkarza nie jest tak przyjemna, jak mu się zdawało. Odejście z zespołu będzie go jednak sporo kosztować. Katerina i Charlie sprzeczają się o telewizor, co zmusza Mai do podjęcia drastycznego kroku. |    |                            |                                                            |
| 124 | 33 | Episode 124                | 28 & 29 maja 1997 (ABC) 16 września 1997 (BBC Two)         |
| Charlie musi usunąć samochód z drogi, bo w przeciwnym razie pojazd zostanie odholowany. Auto jest jednak zepsute, a Charlie nie ma pieniędzy na naprawę. Drazic oferuje naprawić samochód za darmo. W zamian żąda podziału zyskiem ze sprzedaży. Wie, że to da mu pretekst do widywania się z Anitą. Gdy Ronnie zostaje okradziona przed sklepem, postanawia zorganizować kurs samoobrony dla dziewcząt. Lekcje wyglądają inaczej, niż się spodziewała. Les walczy o powstanie bezpiecznego przejścia dla pieszych przed frontowym wejściem do szkoły. |    |                            |                                                            |
| 125 | 34 | Episode 125                | 2 & 3 czerwca 1997 (ABC) 30 września 1997 (BBC Two)        |
| Ryan szuka pracy. Nie może uwierzyć swojemu szczęściu, gdy koleżanka mamy oferuje mu zatrudnienie. Wszystko wygląda dobrze do czasu, gdy okazuje się, że przyjaciółka oczekuje od niego czegoś więcej niż tylko świadczenia pracy. W szkole Ronnie organizuje 40-godzinną głodówkę. Wszyscy uczniowie są tym podekscytowani. Charlie podejrzewa, że Drazic wykorzysta protest, żeby zbliżyć się do Anity. |    |                            |                                                            |
| 126 | 35 | Episode 126                | 4 & 5 czerwca 1997 (ABC) 7 października 1997 (BBC Two)     |
| Anita i Drazic znowu są razem, ale mama dziewczyny tego nie akceptuje. Anita jest więc gotowa wyprowadzić się z domu. Hilary przeprowadza poważną rozmowę z Draziciem. Charlie po rozstaniu z Anitą wyprowadza się od Scheppersów i oświadcza, że wraca do rodziców. Gdy przychodzi do szkoły zmęczony i zaniedbany, Melanie nabiera podejrzeń, że chłopak nie ma gdzie mieszkać. Ojciec Mai, który mieszka w Hongkongu, nieoczekiwanie ją odwiedza. Córka nie chce go znać, ale Katerina przekonuje ją, żeby spotkała się z ojcem. |    |                            |                                                            |
| 127 | 36 | Episode 127                | 9 & 10 czerwca 1997 (ABC) 14 października 1997 (BBC Two)   |
| Anita ma dosyć nagannego zachowania Drazica. Chce, żeby dorósł, był bardziej miły i rozumiał problemy ludzi. Po sprzeczce z niewidomym prawnikiem Drazic postanawia pokazać Anicie, że jest zdolny wczuć się w położenie niewidomych. Przez cały dzień chodzi z zasłoniętymi oczami. Melanie i Charlie spędzają coraz więcej czasu razem. Przyjaźń przeradza się w głębsze uczucie. Katerina po kryjomu robi zdjęcia kąpiącemu się Ryanowi. Chce je wykorzystać na zajęciach z fotografii. Okazuje się jednak, że sprzedaż zdjęć dziewczynom ze szkoły to świetny interes. Zdenerwowany Ryan planuje odwet. |    |                            |                                                            |
| 128 | 37 | Episode 128                | 11 & 12 czerwca 1997 (ABC) 21 października 1997 (BBC Two)  |
| Les typuje kilkoro uczniów do zajęć wyrównawczych z matematyki. Ma je prowadzić Tom, który wyraźnie uwziął się na Katerinę. Jego metody przynoszą odwrotny efekt. Między nim, a uczniami dochodzi do spięcia. Mai zauroczyła się mistrzem rolek Wizardem. Żeby się do niego zbliżyć, bierze lekcje jazdy u Drazica. Po rozstaniu z Anitą, Charlie najwyraźniej nie potrafi się z tym pogodzić. Swoje emocje okazuje na zajęciach przygotowujących uczniów do rozmów kwalifikacyjnych. |    |                            |                                                            |
| 129 | 38 | Episode 129                | 16 & 17 czerwca 1997 (ABC) 28 października 1997 (BBC Two)  |
| Drazic i Anita postanawiają zamieszkać razem. Wymarzone mieszkanie okazuje się bardzo drogie. Drazic bierze dodatkową pracę, która jest jednak nielegalna. Les szykuje się do golfowego pojedynku z Cliffem Tuckerem. Po kilku porażkach z rzędu liczy na zwycięstwo. Do gry potrzebuje jednak kogoś, kto będzie nosił mu torbę z kijami. Wybór pada na Charliego. Katerina zwraca uwagę na Ryana. Próbuje zdobyć sympatię Ryana. |    |                            |                                                            |
| 130 | 39 | Episode 130                | 18 & 19 czerwca 1997 (ABC) 4 listopada 1997 (BBC Two)      |
| Les domaga się od władz środków na remont sypiącej się szkoły. Zamiast przekazać pieniądze, ministerstwo postanawia zamknąć placówkę. Les traci więc jednocześnie szkołę i pracę. Najbardziej jednak boli go brak jakiegokolwiek żalu ze strony uczniów. Ryan i Drazic chcąc zakpić sobie z Lesa, symulują wypadek. Mai namawia Anitę na pracę w charakterze doręczycielki śpiewających telegramów. Dziewczyny przekonują się, że to zajęcie ma swoje niebezpieczne strony, gdy gościom imprezy urodzinowej nie wystarczają odśpiewane życzenia. Katerina wciąż kocha Charliego. Nie wie, czy zdąży mu o tym powiedzieć, zanim opuści Hartley High na zawsze. |    |                            |                                                            |

### Sezon 6 (1997–1998)
| 131 | 1  | Episode 131 | 23 & 24 czerwca 1997 (AUS: ABC) 11 listopada 1997 (UK: BBC Two) |
| Bohaterowie popadają w tarapaty, kiedy rozpoczynają naukę w nowej szkole. Najgorzej czuje się Anita, która wskutek psikusa kolegów zostaje wybrana przez nowego dyrektora do rady uczniów. Niestety, inni członkowie nie akceptują jej. Kiedy zostaje ogłoszony wyścig na rolkach dookoła szkolnego dziedzińca, dyrekcja zakazuje tego typu konkursów. Jednocześnie oświadcza, że nie ma odwołania od tej decyzji. Drazic postanawia zrobić wszystko, aby wyścig jednak się odbył. Ryan próbuje poderwać Niki. Jego wysiłki idą na marne. |    |             |                                                                 |
| 132 | 2  | Episode 132 | 25 & 26 czerwca 1997 (ABC) 18 listopada 1997 (BBC Two)          |
| Kurt nie wygląda na kogoś, kto może mieć jakiekolwiek problemy. Jest przystojny, popularny i sprawny fizycznie. Skrywa jednak pewien sekret. Wstydzi się swego ojca, który kiedyś był gwiazdą futbolu, a teraz popadł w alkoholizm. Kurt jest wściekły, kiedy dyrektorka prosi jego ojca, by ten trenował szkolną drużynę. Les jest przerażony i uważa, że Anita jest zbyt eksploatowana, kiedy Di Barnett zgłasza ją do Departamentu Edukacji jako osobę, która ma zachęcić inne dziewczęta do zainteresowania się nauką. Ojciec Melanie zostaje kierownikiem Shark Pool. Niestety, ma zupełnie inne wizje rozwoju klubu niż Melanie.                                                                                     |    |             |                                                                 |
| 133 | 3  | Episode 133 | 30 czerwca & 1 lipca 1997 (ABC) 25 listopada 1997 (BBC Two)     |
| W szkole pojawia się nowy nauczyciel Gerard. Niestety, początkowo nie wzbudza entuzjazmu uczniów. Wygląda jak „nie z tego świata”, jest zbyt ekstrawagancki. Czuje ten brak sympatii i postanawia przeprowadzić z uczniami zajęcia na temat uprzedzeń. Hilary kończy wreszcie swoje studia podyplomowe na wydziale psychologii. Staje wobec trudnego wyboru: czy kierując się swoimi zainteresowaniami opuścić dzieci, czy też zostać z nimi i żyć jak dawniej? Ryan ciągle zabiega o względy Niki. Ma jednak poważnego konkurenta. Jest nim Kurt. |    |             |                                                                 |
| 134 | 4  | Episode 134 | 2 & 3 lipca 1997 (ABC) 2 grudnia 1997 (BBC Two)                 |
| Kiedy Les podczas lekcji odbiera chłopcom numer „Playboya”, nie zdaje sobie sprawy, jakie będą tego konsekwencje. Oczywiście, chłopcy, zwłaszcza Drazic, odpowiednio mu się za to rewanżują. Właściciel wymawia Mai i Drazicowi mieszkanie. Znajdują sobie, co prawda, nowe lokum, ale na tydzień muszą znaleźć sobie schronienie. Nie pozostaje im nic innego, jak wprowadzić się do Scheppersów. Nie trudno się domyślić, że Drazic i Ryan pod jednym dachem to same kłopoty. Podobnie jest z dziewczynami. Niki zaprasza Kurta na przyjęcie, jednak z powodu jego zachowania jest zmuszona odwołać zaproszenie. |    |             |                                                                 |
| 135 | 5  | Episode 135 | 7 & 8 lipca 1997 (ABC) 9 grudnia 1997 (BBC Two)                 |
| Do Anity i Ryana przyjeżdża ich ojciec. Pod nieobecność Hilary ma się nimi opiekować. Problem w tym, że zdaniem Anity jest... zbyt opiekuńczy i obowiązkowy. Ryana traktuje zupełnie inaczej niż ją! W szkole pojawia się nowy chłopak, Andrew. Jest chory i porusza się na wózku. Za wszelką cenę chce być jednak traktowany normalnie, jak inni. Czuje się urażony, kiedy dowiaduje się, że dyrektorka prosiła Melanie, aby „serdeczniej” się nim zaopiekowała. Drazic i Mai wydają wszystkie swoje pieniądze na czynsz za nowe mieszkanie. Popadają w poważne tarapaty, gdyż nie starcza im już na jedzenie. Są załamani.                                                                                               |    |             |                                                                 |
| 136 | 6  | Episode 136 | 9 & 10 lipca 1997 (ABC) 16 grudnia 1997 (BBC Two)               |
| W końcu Melanie i Andrew znajdują wspólny język. Ich wzajemne relacje wyglądają na całkiem udane. Jest jednak coś, co burzy tę idyllę. Melanie dowiaduje się, iż Andrew nie zostało już wiele czasu. Chłopak umiera! Ojciec Kurta, Barry, nie pojawia się na treningu. Chłopcy nie potrafią się porozumieć, co do ćwiczeń jakie mają przeprowadzić. Ryan postanawia wrócić do domu. W drodze trafia na Barry’ego, który jest kompletnie pijany i siedzi za kierownicą. Wstydliwie skrywany sekret Kurta wychodzi więc na jaw. Mai czuje się upokorzona, kiedy dyrektorka zwraca jej uwagę, że zużywa zbyt dużo papieru. Razem z Nikki postanawiają poznać bliżej panią dyrektor, sprawdzając wyrzucane przez nią rzeczy... |    |             |                                                                 |
| 137 | 7  | Episode 137 | 14 & 15 lipca 1997 (ABC) 6 stycznia 1998 (BBC Two)              |
| W związku z niską świadomością historyczną młodzieży, Albers postanawia przeprowadzić kilka solidnych lekcji poświęconych historii Australii. Żeby poradzić sobie z wydatkami i wysokim czynszem Drazic i Mai szukają współlokatora. Drazic proponuje wspólne mieszkanie swojemu koledze D’espo, jednak nie zdobywa on sympatii Mai. W grę wchodzą także jego uprzedzenia rasowe. W domu Ryana i Anity atmosferę psuje ich ojciec, który sprowadza do mieszkania swoją nową dziewczynę i... ich przyrodniego, trzymiesięcznego braciszka. |    |             |                                                                 |
| 138 | 8  | Episode 138 | 16 & 17 lipca 1997 (ABC) 13 stycznia 1998 (BBC Two)             |
| Anita i Ryan są wściekli na ojca za sprowadzenie do domu Sharon z dzieckiem. Jeff musi podjąć decyzję, co robić dalej: czy zostać, czy wrócić do Newcastle. Kurt martwi się alkoholizmem ojca. Pewnego rodzaju ucieczką od nałogu może być stała praca. Okazuje się jednak, że Barry stracił ją już kilka tygodni temu i tylko udaje, że nadal pracuje. Obiecuje Kurtowi poprawę, ale kiedy przychodzi pijany na wywiadówkę, chłopak traci nadzieję. |    |             |                                                                 |
| 139 | 9  | Episode 139 | 21 & 22 lipca 1997 (ABC) 20 stycznia 1998 (BBC Two)             |
| Bez rodziców Anita i Ryan cieszą się wolnością. Wkrótce jednak razem z córką Sarą przyjeżdża do nich opiekunka Kath. Kiedy jeden z uczniów Heartley High zostaje napadnięty na przystanku autobusowym, dyrektorka postanawia zatrudnić firmę ochroniarską, aby strzegła bezpieczeństwa młodzieży. Niestety, samej młodzieży pomysł pani Barnett za bardzo się nie podoba. Uważają, że jest to naruszenie ich prywatności. Kurt zwierza się Nikki ze swoich zainteresowań. Jest zafascynowany morską fauną i florą. |    |             |                                                                 |
| 140 | 10 | Episode 140 | 23 & 24 lipca 1997 (ABC) 27 stycznia 1998 (BBC Two)             |
| Morskie zainteresowania Kurta przeszkadzają Nikki, która uważa, że Kurt zbyt wiele czasu poświęca fokom, a za mało jej samej. Żeby kontynuować związek, muszą oboje pójść na ustępstwa. Ryan, który wcale nie zrezygnował z walki o względy Nikki, przez cały czas krąży w okolicy. Anita próbuje wypracować z nową opiekunką porozumienie dotyczące pory jej powrotu do domu. Chce także ustalić ich wzajemne relacje. Za Mai zaczyna chodzić nowy kolega szkolny. |    |             |                                                                 |
| 141 | 11 | Episode 141 | 28 & 29 lipca 1997 (ABC) 10 lutego 1998 (BBC Two)               |
| Sara uczy Anitę i Drazica korzystać z Internetu. Niestety, nauka nie wychodzi obojgu na dobre. Anita poznaje na czacie mężczyznę, który twierdzi, że jest poetą. Jest zauroczona jego wierszami. Ale spotkanie z nim poza Siecią znacznie odbiega od wyobrażeń dziewczyny. Drazic kupuje za granicą płyty i popada w tarapaty z Urzędem Celnym. Niki i Mai w ramach zajęć szkolnych kręcą film w supermarkecie. Po alkoholowych przygodach ojca Kurt wyrzuca go z drużyny i postanawia sam trenować kolegów. |    |             |                                                                 |
| 142 | 12 | Episode 142 | 30 & 31 lipca 1997 (ABC) 17 lutego 1998 (BBC Two)               |
| W związku z przejęciem treningów przez Kurta Ryan postanawia odejść z drużyny. Chłopcy nie potrafią dojść do porozumienia, a prawdziwą przyczyną konfliktu jest Nikki. Na boisku dochodzi do wypadku, po którym Kurt trafia do szpitala. Sprawcą zdarzenia jest Ryan. Mai postanawia otworzyć szkolny telefon zaufania. Drazic zgadza się na udostępnienie ich domowego numeru tylko dlatego, że szkoła co miesiąc dofinansuje ich rachunek. Sarah i Anita postanawiają, bez wiedzy Kath, znaleźć jej chłopaka. |    |             |                                                                 |
| 143 | 13 | Episode 143 | 4 & 5 sierpnia 1997 (ABC) 24 lutego 1998 (BBC Two)              |
| Z powodu wypadku Kurta Ryan jest szykanowany w szkole. Nie może sobie poradzić z nową sytuacją, zwłaszcza że celowo zaatakował Kurta. Poznaje chłopaka imieniem Mario, który zdradza mu, jak można poprawić sobie nastrój. Niestety, według Maria najlepszym sposobem na zmartwienia są narkotyki. Kurt jest rozdrażniony nadopiekuńczością ojca. Ciągle dochodzi między nimi do sprzeczek. Żaden z nich nie ma też powodów do radości. Jeden jest niesprawny po wypadku na boisku, drugi nie ma pracy. W końcu przyjaciel Barry’ego oferuje mu pewne zajęcie. |    |             |                                                                 |
| 144 | 14 | Episode 144 | 6 & 7 sierpnia 1997 (ABC) 8 marca 1998 (BBC Two)                |
| Ryan sięga po narkotyki. Mario żąda za nie coraz większych pieniędzy. Ryan część pożycza, a resztę podkrada Anicie. Albers poleca uczniom, aby zainteresowali się historią swoich rodzin. Sarah postanawia poznać bliżej ojca, którego prawie nie pamięta. Kurt wraca do szkoły. Jego nieszczęście uświadomiło innym, że należałoby dowiedzieć się czegoś o pierwszej pomocy. Uczniowie postanawiają prosić dyrekcję o przeprowadzenie takiego szkolenia. |    |             |                                                                 |
| 145 | 15 | Episode 145 | 11 & 12 sierpnia 1997 (ABC) 10 marca 1998 (BBC Two)             |
| Ryan kolejny raz spóźnia się na zajęcia i zostaje wezwany przez Barnett, która proponuje mu pomoc szkolnego pedagoga. Chłopak odmawia i rzuca szkołę. Zaprzyjaźnia się z handlarzem narkotyków. Mario oferuje mu łatwą pracę i szybkie pieniądze. Kurt i Mai przekonują Nikki, żeby wzięła udział w radiowym konkursie wokalnym. Zapewniają, że można na tym nieźle zarobić. Nikki, początkowo niechętna, decyduje się na występ i zaraz po nim otrzymuje od radiowego DJ-a propozycję podpisania kontraktu z pewną wytwórnią. Nikt jednak o niej nie słyszał... |    |             |                                                                 |
| 146 | 16 | Episode 146 | 13 & 14 sierpnia 1997 (ABC) 17 marca 1998 (BBC Two)             |
| Sarah postanawia odnaleźć ojca. Prosi Anitę o pomoc. Nie jest to jednak proste, bo przeciwnikami tego pomysłu są matka Sary i wielebny Harris z miejscowej parafii. Oboje próbują przekonać dziewczynę, aby tego nie robiła. W Shark Pool, podczas chwilowej nieobecności Drazica, Mai zostaje napadnięta. Złodziej zabiera z kasy pieniądze i torebkę dziewczyny, w której są klucze do magazynu. Od tej pory Mai nie czuje się bezpieczna nawet w domu i szuka pomocy u Drazica. Ryan podejmuje decyzję o zerwaniu z narkotykami i postanawia wrócić do szkoły. |    |             |                                                                 |
| 147 | 17 | Episode 147 | 18 & 19 sierpnia 1997 (ABC) 31 marca 1998 (BBC Two)             |
| Nikki spotyka Ludę, znaną piosenkarkę, która proponuje dziewczynie wspólne nagranie piosenki. Gdy płyta jest już gotowa, Nikki ze zdziwieniem spostrzega, że jej nazwisko nie figuruje wśród twórców. Luda przypisała sobie samodzielne autorstwo. Sarah nie jest w najlepszej kondycji psychicznej. Wszystko spowodowane jest przez matkę, która ciągle nie chce zdradzić, kim jest jej ojciec. W szkole z błahego powodu Sarah policzkuje nauczycielkę. Potem chcąc skompromitować matkę, zgłasza się na policję z żądaniem zamknięcia jej w areszcie. |    |             |                                                                 |
| 148 | 18 | Episode 148 | 20 & 21 sierpnia 1997 (ABC) 7 kwietnia 1998 (BBC Two)           |
| Wspólne mieszkanie w magazynie staje się dla Drazica i Mai nie do wytrzymania. Wzajemnie się obwiniają o to, co niedawno się stało. Kurt sądzi, że to on i jego przeprowadzka do magazynu są przyczynami problemu. Postanawia wydać kolację, aby poprawić nieprzyjemną atmosferę. Mai przyznaje się w końcu Anicie do spędzenia nocy z Draziciem. Ryan, w zastępstwie Sary, postanawia wybrać się z Kath do miejscowego domu starców, aby pomóc w opiece nad pensjonariuszami. Zaprzyjaźnia się tam z panem Haroldem. |    |             |                                                                 |
| 149 | 19 | Episode 149 | 25 & 26 sierpnia 1997 (ABC) 14 kwietnia 1998 (BBC Two)          |
| W szkole pojawia się młody i przystojny ogrodnik. Wszystkie dziewczyny ukradkiem go obserwują i marzą o poznaniu go. J.J. interesuje się tylko Sarą. Kiedy się poznają, chłopak zwierza się, że jest więźniem uczestniczącym w eksperymentalnym programie resocjalizacji. Kiedy koledzy Sary dowiadują się o tym, przestają akceptować ich przyjaźń i J.J.'a W szkole Albers podejmuje temat rodzicielstwa. Na kilka dni Nikki i Kurtowi przekazuje pod opiekę lalkę niemowlaka. Mają się o nią troszczyć, karmić ją i przewijać. |    |             |                                                                 |
| 150 | 20 | Episode 150 | 27 & 28 sierpnia 1997 (ABC) 21 kwietnia 1998 (BBC Two)          |
| Otoczenie Sary i jej matka akceptują związek dziewczyny z J.J.'em. Szczęście Sary nie trwa długo, gdyż przyłapuje ona chłopaka z inną dziewczyną. Kurt z okazji urodzin Nikki zabiera ją do eleganckiej restauracji. Mają tam wybrać sobie z akwarium, a następnie zjeść przyrządzonego dla nich homara. Nikki zamawia jednak tylko sałatę i namawia Kurta, aby za przeznaczone na kolację pieniądze wykupił homara i wypuścił go do oceanu. W szkole dziewczyny stwierdzają, że nie mają się gdzie ukryć przed żartami i złośliwościami chłopców. |    |             |                                                                 |
| 151 | 21 | Episode 151 | 5 maja 1998 (BBC Two) 1 & 2 lipca 1998 (ABC)                    |
| Nowym właścicielem Shark Pool zostaje stary znajomy Drazica, D’espo. W pogoni za szybkim zyskiem każe zmniejszyć wydawane porcje kawy i ciastek, a także pobierać opłatę za wodę. Szybko przekonuje się jednak, że nie jest to najlepszy sposób na robienie interesów. Kurt zaprzyjaźnia się z Lachlanem, którego spotyka często podczas porannych biegów. Chłopak jest bardzo wysportowany i przewodzi grupie, która zajmuje się dbałością o czystość środowiska. Grupa spotyka się, by razem ćwiczyć, ale też sprzątać zanieczyszczoną plażę i park. |    |             |                                                                 |
| 152 | 22 | Episode 152 | 12 maja 1998 (BBC Two) 6 & 7 lipca 1998 (ABC)                   |
| Anita i Lachlan zbliżają się do siebie. Nikki odbiera telefon z wytwórni płytowej. Jej teledysk bardzo się spodobał i jest zaproszona na spotkanie. Niestety, sekretarka popełniła błąd. Firmie zależy na spotkaniu Mai, reżysera teledysku. Nikki jest wściekła. D’espo zakochuje się w Jasminie. Przedstawia ją innym chłopakom. Dziewczyna nie jest mu wierna. |    |             |                                                                 |
| 153 | 23 | Episode 153 | 26 maja 1998 (BBC Two) 8 & 9 lipca 1998 (ABC)                   |
| W szkole pojawia się nowy uczeń. Początkowo nikt nie wie, że Lee jest synem nauczyciela, który właśnie rozpoczyna pracę w szkole. Chłopak chce przypodobać się kolegom. Nikki traci zainteresowanie Kurtem. Ryan rozpoczyna pracę w Shark Pool. D’espo mianuje go menedżerem „imprez specjalnych”. Jego pierwszym zadaniem jest zorganizowanie zabawy dla kilkunastu dziewcząt. Chłopak z ochotą przyjmuje nowe obowiązki. |    |             |                                                                 |
| 154 | 24 | Episode 154 | 2 czerwca 1998 (BBC Two) 13 & 14 lipca 1998 (ABC)               |
| Sarah wraca ze wsi do dawnej szkoły. Matka zgodziła się, aby dziewczyna rozpoczęła samodzielne życie. Uczucie Sary do Ryana ożywa. Chłopak obiecuje, że zaopiekuje się nią, jednak Sarah nie chce mu zdradzić, gdzie mieszka. Ma ku temu powody. Właściciel mieszkania, w którym Sarah wynajmuje pokój, jest alkoholikiem i ma skłonności do używania przemocy wobec żony. Za nagranie swojej pierwszej piosenki Nikki otrzymuje 500 dolarów. Zastanawia się, jak je wydać. Kiedy przychodzi jej na myśl kupno samochodu, Lee obiecuje porozmawiać z mamą. |    |             |                                                                 |
| 155 | 25 | Episode 155 | 16 czerwca 1998 (BBC Two) 15 & 16 lipca 1998 (ABC)              |
| Drazic znajduje w kserokopiarce test, który jego klasa ma rozwiązywać w najbliższych dniach. Nie przyznaje się jednak do oszustwa, które odkrywa szybko syn nauczyciela, Lee. Kurt zauważa, że Anita nie ma kondycji. Proponuje je wspólne treningi. Na siłowni poznają Paula, entuzjastę ćwiczeń siłowych. Chłopak ma znakomitą sylwetkę, której zazdrości mu Kurt. Obawia się też o Anitę, która jest wyraźnie zafascynowana Paulem. Ostatecznie jednak chłopcy zaprzyjaźniają się i zaczynają razem trenować |    |             |                                                                 |
| 156 | 26 | Episode 156 | 7 lipca 1998 (BBC Two) 20 & 21 lipca 1998 (ABC)                 |
| Kurt i Paul doskonale się dogadują i planują wziąć razem udział w szkolnych zawodach. Wspólne treningi wiele dla nich znaczą. Anita zaprasza Paula do Shark Pool. Gdy nadarza się sprzyjająca sytuacja, próbuje go pocałować. Chłopak jednak wycofuje się i oznajmia Anicie, że jest homoseksualistą. Kiedy Kurt dowiaduje się o tym, jest w szoku. Zmienia się jego stosunek do Paula. Nat zleca swoim uczniom „przeniesienie się” do początków XX wieku i przygotowanie serii listów, w których poruszą problemy ówczesnego życia w Australii. |    |             |                                                                 |
| 157 | 27 | Episode 157 | 14 lipca 1998 (BBC Two) 22 & 23 lipca 1998 (ABC)                |
| W szkole pojawia się nowy nauczyciel. Gregory jest przyjacielem Nata ze studiów. Ten bardzo się cieszy. Lee ma odmienne odczucia. Gregory bez przerwy porównuje go do jego zmarłego brata. Nowy pedagog oskarża też uczniów, że kradną części z jego samochodu. Barnett poleca mu z nieco większą ostrożnością wysuwać takie zarzuty. Sarah i Ryan umawiają się na pierwszą randkę. Sarah jest szczęśliwa. Ale kiedy dowiaduje się, że Ryan zabiera ją na tańce, jej entuzjazm opada. Za wszelką cenę chce się wykręcić, bo nie umie tańczyć. |    |             |                                                                 |
| 158 | 28 | Episode 158 | 21 lipca 1998 (BBC Two) 27 & 28 lipca 1998 (ABC)                |
| Lee, nie wytrzymując presji ze strony ojca, dotyczącej wyboru szkoły i planów na przyszłość, postanawia rzucić Hartley na dobre. W tej sytuacji, ponieważ chłopak ma dużo wolnego czasu, ojciec poleca mu wysprzątać ogród. Nieuważny Lee omal nie doprowadza do pożaru. Po kolejnej kłótni z ojcem postanawia uciec z domu i zaciągnąć się na statek. Na zajęciach Barnett uczniowie uczą się inwestować na giełdzie. Wszyscy powoli tracą otrzymane na początku zabawy pieniądze. Jedynie Nikki i Ryan potrafią mnożyć kapitał. |    |             |                                                                 |
| 159 | 29 | Episode 159 | 29 & 30 lipca 1998 (ABC) 4 sierpnia 1998 (BBC Two)              |
| Nikki dowiaduje się, że matka Tashy, Olga, jako imigrantka jest wykorzystywana przez pracodawcę i otrzymuje marne wynagrodzenie. Pensja jest niższa, niż określa to prawo. Nikki, bez zgody Olgi, postanawia porozmawiać z pracodawcą. Sprawa kończy się zwolnieniem Olgi. W tej sytuacji Tasha będzie musiała zrezygnować z dalszej nauki w Hartley, aby zarobić na utrzymanie swoje i matki. Nikki stara się naprawić sytuację. Sarah kokieteryjnie zagaduje Ryana, co by w niej zmienił, gdyby mógł. Chłopak, chcąc ją zbyć, wymienia jej nos. |    |             |                                                                 |
| 160 | 30 | Episode 160 | 3 & 4 sierpnia 1998 (ABC) 25 sierpnia 1998 (BBC Two)            |
| Nat nie jest zachwycony tym, że jego syn Lee nie ma zainteresowań typowych dla chłopaka w jego wieku. Piłka nożna go nie obchodzi. Nat zawiera układ z Ryanem. Chłopak ma namówić Lee do pójścia nam mecz, a Nat w zamian sfinansuje bilety. Nikki tym razem postanawia walczyć przeciwko zainstalowanemu właśnie w szkole systemowi elektronicznego rejestrowania wejść i wyjść. Anita i Sarah potrzebują opiekuna do nauki jazdy samochodem. Ryan stanowczo odmawia. Kurt zgadza się bez namysłu. |    |             |                                                                 |
| 161 | 31 | Episode 161 | 5 & 6 sierpnia 1998 (ABC) 1 września 1998 (BBC Two)             |
| Ryan próbuje pomóc Sarze zwalczyć jej nieśmiałość. Sposobem na to ma być obsadzenie jej w głównej roli w klasowym przedstawieniu. Kurt zagra pierwszoplanową postać męską. Problem w tym, że jest to sztuka o parze kochanków. Nikki tym razem staje w obronie zwierząt. Ponieważ zaczyna się właśnie sezon polowań na kaczki, dziewczyna próbuje przeszkodzić myśliwym. Wciąga w to także Lee. Drazic, za wstawiennictwem Barnett, zaczyna pracę w salonie samochodowym Jill. Jest świadkiem nieudolnej próby nakręcenia reklamy z Jill w roli głównej. |    |             |                                                                 |
| 162 | 32 | Episode 162 | 10 & 11 sierpnia 1998 (ABC) 8 września 1998 (BBC Two)           |
| Relacje Sary i Ryana komplikują się po klasowej dyskusji na temat życiowych ról kobiet i mężczyzn. Anita, w tajemnicy przed Kurtem, robi kurs prawa jazdy. Ponieważ nigdy nie ma czasu dla swego chłopaka, budzi to w nim podejrzenia, które podsyca D’espo. Drazic chce kontynuować karierę „reklamową”. D’espo proponuje, że zostanie jego menedżerem. |    |             |                                                                 |
| 163 | 33 | Episode 163 | 12 & 13 sierpnia 1998 (ABC) 29 września 1998 (BBC Two)          |
| Drazic wyładowuje frustracje na boisku. Obiektem agresji staje się Kurt. Gdy Kurt ulega kontuzji, Drazic zaprzecza, że to jego wina. Dowodem jednak jest taśma wideo, na której zarejestrowano przebieg gry. Nikki pragnie odnieść sukces w biznesie. Uważa, iż idealną metodą na odpowiednie ukierunkowanie decyzji są horoskopy. |    |             |                                                                 |
| 164 | 34 | Episode 164 | 17 & 18 sierpnia 1998 (ABC) 6 października 1998 (BBC Two)       |
| Nikki czuje się niedowartościowana i samotna. Aby poprawić sobie samopoczucie, dla żartu podrywa Ryana. Potem informuje Sarę, jaki to jej partner jest nielojalny. Lee próbuje pomóc Nikki rozwiązać jej problemy. Anita odkrywa, że brata Dennisa jest w zakładzie dla psychicznie chorych. Chłopak jest bardzo z nim związany, ale wstydzi się jego choroby. Anita przekonuje go, że nie ma racji. Konflikt między Draziciem a Kurtem narasta. Jego podstawą są nieporozumienia związane ze wspólnym mieszkaniem i związki obu chłopców z Anitą. |    |             |                                                                 |
| 165 | 35 | Episode 165 | 19 & 20 sierpnia 1998 (ABC) 13 października 1998 (BBC Two)      |
| Zachowanie Nikki staje się bardzo podejrzane. Dziewczyna zostaje wyrzucona z domu, a Lee podejrzewa, że potrzebuje ona natychmiast profesjonalnej pomocy. Stosunki Anity i Kurta ciągle się psują. Kolejnym powodem jest fotografia Drazica, którą przez zapomnienie dziewczyna nosi w swoim portfelu. Kurt stawia Anicie ultimatum. Szkolny sprawdzian staje się osobistym testem dla Sary i Ryana. Sarah przyłapuje Ryana na oszustwie. |    |             |                                                                 |
| 166 | 36 | Episode 166 | 24 & 25 sierpnia 1998 (ABC) 3 listopada 1998 (BBC Two)          |
| Ryan i Sarah odwiedzają w domu opieki starego znajomego saksofonistę. Ten skarży się na warunki i opiekę. Ponieważ Ryan ma z nim bardzo dobre stosunki, postanawia, że Harold zamieszka razem z nim i Draziciem w magazynie. Chłopak nie chce przyjąć do wiadomości, że Harold cierpi na chorobę Alzheimera. Kurt postanawia zdobyć pieniądze na ratowanie olbrzymiego żółwia, Wally’ego. Wpada na pomysł zorganizowania w Shark Pool pokazu tańca. Nie przypuszcza jednak, że w ostatniej chwili to on będzie musiał wystąpić. |    |             |                                                                 |
| 167 | 37 | Episode 167 | 26 & 27 sierpnia 1998 (ABC) 10 listopada 1998 (BBC Two)         |
| W szkole pojawia się nowa dziewczyna. Pierwsze spotkanie Bonnie z Kurtem nie jest zbyt miłe, ponieważ dziewczyna rankami gra w tenisa na szkolnym boisku, zajmując je chłopakom. Okazuje się, że ma na to zgodę dyrekcji, bo przygotowuje się do ważnego turnieju. Trenuje ją matka, była mistrzyni tenisa. Kiedy Kurt i Bonnie zbliżają się do siebie, do akcji wkracza matka dziewczyny. Obawia się ona, że przyjaźń z Kurtem przeszkodzi jej córce w karierze sportowej. |    |             |                                                                 |
| 168 | 38 | Episode 168 | 31 sierpnia & 1 września 1998 (ABC) 17 listopada 1998 (BBC Two) |
| Po chwilowym spadku formy spowodowanym flirtowaniem z Kurtem Bonnie wraca do tenisa i otrzymuje intratną umowę. Ma jednak problemy w szkole. Kurt zauważa, że dziewczyna nie umie czytać. Dla niej i dla jej matki tenis był ważniejszy od nauki, na którą, jak twierdzi matka, Bonnie zawsze będzie miała jeszcze czas. Drazic i Dennis ciągle robią sobie kawały. Tym razem Dennis wykorzystuje sytuację i do próbki moczu Drazica, która ma być badana podczas szkolnych zajęć, dosypuje cukru. Barnett poleca Drazicowi zgłosić się do specjalisty. |    |             |                                                                 |
| 169 | 39 | Episode 169 | 2 & 3 września 1998 (ABC) 24 listopada 1998 (BBC Two)           |
| Anita i Ryan są zawiedzeni, kiedy dowiadują się, że na miejscu parku, w którym oboje bawili się w dzieciństwie, ma powstać budynek mieszkalny. Anita postanawia bronić parku. Organizuje spotkanie z okolicznymi mieszkańcami i bardzo angażuje się w sprawę. Ryan jest bardziej sceptyczny. Spotyka się z deweloperem, żeby przedyskutować sprawę inwestycji. Ten proponuje Ryanowi pracę, zyskując poparcie chłopaka. Anita jest załamana. W efekcie mieszkańcy i inwestor zawierają porozumienie: w nowym budynku znajdzie się 50 lokali dla biednych. |    |             |                                                                 |
| 170 | 40 | Episode 170 | 7 & 8 września 1998 (ABC) 1 grudnia 1998 (BBC Two)              |
| Kurt bez przerwy popada w konflikty z kolegami. Jest zły i strasznie agresywny. Nikt nie wie o co chodzi. W końcu, między nim a nauczycielem Natem dochodzi niemal do bójki. Chłopakowi grozi usunięcie ze szkoły. Dla wszystkich zachowanie Kurta jest absolutnym zaskoczeniem. Nat postanawia porozmawiac z chłopakiem. Okazuje się, iż powodem jego zachowania są jego 18. urodziny, które wszyscy przeoczyli. Nawet jego rodzice nie zadzwonili z życzeniami. Chłopak poczuł się bardzo osamotniony i nikomu niepotrzebny. Stąd zmiana w jego zachowaniu. Mimo unormowania się sytuacji Kurt postanawia opuścić szkołę i spróbować szczęścia gdzie indziej.                                                            |    |             |                                                                 |

### Sezon 7 (1998–1999)
| 171 | 1  | Episode 171 | 8 grudnia 1998       |
| Kurt postanawia zaciągnąć się do wojska. Do szkoły zostaje przyjęta nowa uczennica – Julietta. Dziewczyna popadła w konflikt z prawem, ale Di postanawia dać jej szansę. W szkole ogłoszono wybory na nowego przewodniczącego samorządu. Starują Sarah oraz Lee, którego kampanię prowadzi Ryan. Wybory wygrywa Sarah. Kurt nie dostaje się do wojska. Przyjęty zostaje natomiast Ox, którego Kurt wspierał podczas testów. Drazic spędza czas z Jet. Jeżdżą kradzionym samochodem. Jet testuje Drazica. |    |             |                      |
| 172 | 2  | Episode 172 | 15 grudnia 1998      |
| Di denerwuje się z powodu pojawiającego się na murach szkoły graffiti. Próbuje dociec kim jest ów pseudoartysta. Niestety, bez powodzenia. Jedynie Drazic zna tę tajemnicę. Jet nie che jednak mówić do Drazicka. Kurt nie może znaleźć pracy i wygląda na to, że będzie musiał zasilić szeregi bezrobotnych. Podczas rozmów na temat przyszłej kariery zawodowej Sarah zwierza się Natowi, że chciałaby zostać nauczycielką w szkole średniej. |    |             |                      |
| 173 | 3  | Episode 173 | 5 stycznia 1999      |
| Szef Shark Pool kupuje automat do gry, który ma przyciągnąć klientów. Despo nie przepada za Jet. Dziewczyna mści się na nim i demoluje automat. Lee jest zły, że Kurt wrócił do szkoły i przy każdej nadarzającej się okazji próbuje go sprowokować do bójki. Chce, żeby chłopaka wyrzucono. Po kolejnej prowokacji Kurt wywołuje Lee na pojedynek, który jednak kończy się pojednaniem. Sarah chce spędzać więcej czasu z Ryanem. Zabiera go na lodowisko. Ryan wraca kontuzjowany. Sarah poznaje łyżwiarza Jarodda. Drazic wybacza Jet. Rozumie, że w jej życiu zabrakło miłości. |    |             |                      |
| 174 | 4  | Episode 174 | 12 stycznia 1999     |
| Drazic jest pod coraz większym wpływem Jet. Dziewczyna kłamie i kradnie. Oboje skandalicznie zachowują się podczas lekcji. Di przeprowadza z nimi rozmowę ostrzegawczą. Drazica ostrzega też Anita. Pomiędzy Anitą i Jet dochodzi do scysji. Despo wciąż ma kłopoty. Źle zamówił dostawę towaru (300 zapiekanek). Ryan wpada na pomysł, jak rozwiązać ten problem i organizuje zawody w jedzeniu zapiekanek. Tym sposobem Despo odzyskuje pieniądze. Sarah zabiera na lodowisko Lee, który ma udawać jej chłopaka. Jarodd nie daje się zwieść, jest pod coraz większym urokiem Sarah. Dziewczyna kończy znajomość z łyżwiarzem. Jet na skutek swojego agresywnego postępowania wraca do poprawczaka. |    |             |                      |
| 175 | 5  | Episode 175 | 19 stycznia 1999     |
| Lee za wszelką cenę pragnie dostać bilety na koncert Tommy’ego Emmanuela. Di przypomina o terminie oddania sprawozdań. Drazic szuka sposobu na przedłużenie terminu. Wykorzystuje sytuację na boisku i udaje chorego. Ale gdy pojawia się u niego przedstawiciel Ministerstwa Edukacji, cudownie zdrowieje. Lee udaje się spotkanie z idolem. Tymczasem ginie kontrowersyjna praca plastyczna Thani. Okazuje się, że sprawczynią jej zaginięcia jest Sarah, która uważa, że praca Thani obraża uczucia religijne chrześcijan. |    |             |                      |
| 176 | 6  | Episode 176 | 26 stycznia 1999     |
| Lee kupuje wymarzony motocykl. Musi go jednak niebawem sprzedać, ponieważ rodzice nie zgadzają się na taki pojazd. Traci przy tym sporo pieniędzy. Ryan pozuje Thani do aktów. Sarze nie podoba się ten pomysł i zrywa z chłopakiem. Z masztu przy szkole ginie flaga narodowa. Kurt i Dennis poznają Davida Jamesa, który walczy o wieszanie także flagi aborygenów. Po prelekcji chłopcy wciągają na maszt obie flagi. |    |             |                      |
| 177 | 7  | Episode 177 | 2 lutego 1999        |
| Ryan zaprasza Sarah na operę „Madame Butterfly”. Gdy ta odmawia, idzie na spektakl z koleżanką. Anita zauważa, że jej koleżanki zażywają leki w dużych ilościach. Rozmawia z dyrektorką o skutkach nadużywania medykamentów. Dyrektorka organizuje zajęcia ze sposobów radzenia sobie ze stresem, które ma prowadzić Isobel, matka Thani. Drazic prosi Sarah o zastępstwo w klubie. Wieczorem zamiast iść na zaplanowaną imprezę, odgrywa przed Sarah scenę z „Madame Butterfly”. Tymczasem Lee robi sobie tatuaż. |    |             |                      |
| 178 | 8  | Episode 178 | 16 lutego 1999       |
| Na lekcji Drazic straszy Lee sztucznym pająkiem, wywołując przy tym spore zamieszanie. Obaj zostają ukarani przez Di pracą w ogrodzie. Okazuje się, że Lee cierpi na lęk przed pająkami i wszelkim robactwem. Sarah informuje Ryana, że jest w ciąży. Thania jest zainteresowana Kurtem. Ten bierze udział w zajęciach jogi i daje się namówić Isobel na masaż. W szkole odbywa się spotkanie z arachnologiem – znawcą pająków. Spotkanie z nim jest terapią dla Lee. Tymczasem Sarah odrzuca pomoc Ryana. |    |             |                      |
| 179 | 9  | Episode 179 | 23 lutego 1999       |
| Sarah oznajmia w klasie, że jest w ciąży. Dennisowi podoba się Spike. Zmienia dla niej swój wizerunek. Thania i Anita sporo czasu spędzają w pubie. Thania przesadza z alkoholem. Sarah poznaje grupę samotnych matek. Proponuje kobietom wyjście na kolację do restauracji. Pod ich nieobecność jeden z ojców chce zabrać dziecko. Sytuację opanowuje Ryan. Dennis oznajmia kolegom, że jest prawiczkiem. Zostaje wyśmiany przez część chłopaków, ale zyskuje aprobatę koleżanek. Sarah postanawia dać szansę Ryanowi. |    |             |                      |
| 180 | 10 | Episode 180 | 2 marca 1999         |
| Ryan nie przechodzi kwalifikacji do drużyny baseballowej. Jest zły i odreagowuje agresją. Obraża uczucia kolegów. Thania i Drazic mają przygotować Księgę Absolwentów. Chcą, aby ich pomysł był oryginalny. Di oburza się na zdjęcia zamieszczone w Księdze Absolwentów, ale nie ma możliwości ich zmiany. Lee martwi się kryzysem rodziców. Próbuje ratować ich związek. Nat dzieli się swoimi problemami z Isobel. Ryan atakuje Nata za nieetyczne zachowanie. |    |             |                      |
| 181 | 11 | Episode 181 | 9 marca 1999         |
| Rozpoczyna się Tydzień Psikusów. Lee bardzo przeżywa spotkania ojca z Isobel. Drazic ma Sarah za złe jej częste wizyty. Opracowuje cennik za korzystanie z wszelkich dóbr znajdujących się w mieszkaniu. Jego plan nie sprawdza się jednak i chłopak odstępuje od wcześniej przyjętych zasad. Uczniowie, dobrani w pary, zdobywają punkty za zrobione psikusy. Lee nie godzi się na romans ojca. Atakuje go podczas lekcji. |    |             |                      |
| 182 | 12 | Episode 182 | 16 marca 1999        |
| Lee obwinia matkę Thani o rozbicie jego rodziny. Anita nie radzi sobie z przedmaturalnym stresem. Razem z Dennisem szukają w Internecie informacji z testów. Tymczasem Kurt, Drazic i Ryan uważają, że nie należy wykorzystywać ostatnich chwil przed egzaminem na powtórki. Każdy z nich potajemnie powtarza jednak materiał. Anicie giną książki. Dziewczyna wpada w szał. Di pomaga jej w odzyskaniu równowagi psychicznej. Wieczorem wszyscy spotykają się w klubie, by zrelaksować się przed egzaminem. |    |             |                      |
| 183 | 13 | Episode 183 | 23 marca 1999        |
| Rozpoczynają się egzaminy maturalne. Drazic ma problem z zasypianiem i budzeniem się na czas. Spóźnia się na pierwszy egzamin, a potem zasypia podczas pisania. Ryan obiecuje pomóc koledze. Anita uważa, że ciąży na niej klątwa. Korzysta z usług madame Orsini, która ma zdjąć z niej urok. Ojciec Lee zabiera swoje rzeczy z domu. Lee nie radzi sobie z koszmarem związanym z rozstaniem rodziców. Thania go wspiera. Sarah ma poranne mdłości. Dennis przynosi jej herbatę imbirową, która ma zapobiec nudnościom. |    |             |                      |
| 184 | 14 | Episode 184 | 30 marca 1999        |
| Trwają przygotowania do balu. Ryan jest koordynatorem imprezy. Okazuje się jednak, że nie ma sali. Despo przychodzi mu z pomocą. Ostatecznie bal odbędzie się w namiocie cyrkowym na terenie szkoły. Kurt i Thania przygotowują dekoracje i uświadamiają sobie, że łączy ich uczucie. Lee idzie na bal z Anitą. Przed wyjściem biorą narkotyki na poprawienie nastroju. Podczas zabawy Anita mdleje i zostaje przewieziona do szpitala. Wkrótce Ryan zabiera ją do siebie. |    |             |                      |
| 185 | 15 | Episode 185 | 6 kwietnia 1999      |
| W szkole można skorzystać z zajęć przygotowujących do poszukiwania pracy w przyszłości. Drazic i Dennis wykorzystują pomysł Kurta na zarabianie pieniędzy. Podstępem zdobywają szkolną kosiarkę i koszą trawę emerytom. Interes nie kręci się długo, w dodatku chłopcy muszą odpracować straty. Lee obchodzi 18. urodziny. Gdy pojawia się jego ojciec, dochodzi do awantury. Sarah dostaje pracę, ale szybko ją traci, gdy pracodawczyni dowiaduje się o ciąży. Zastępuje ją Anita, która, poznawszy zasady szefowej, rezygnuje. |    |             |                      |
| 186 | 16 | Episode 186 | 13 kwietnia 1999     |
| Maturzyści otrzymują wyniki egzaminów. Sarah i Ryan są zadowoleni. Niestety, nie wszystkim poszło dobrze. W takiej sytuacji są: Lee, Drazic, Dennis i Anita. Drazic pociesza załamaną dziewczynę. Dennis długi czas nie ma odwagi sprawdzić wyników. Kurt dziękuje pani Barnett za pomoc i wyrozumiałość. Z pomocą Dennisa organizuje obiad. Ryan poznaje Tony’go Mossa, gwiazdora krykieta, i wkrótce dostaje od niego propozycję pracy. Lee zaprzyjaźnia się z Gem, dostawczynią pizzy. Sarah traci dziecko. Ryan zapewnia ją o swoim uczuciu. |    |             |                      |
| 187 | 17 | Episode 187 | 27 kwietnia 1999     |
| Rozpoczyna się nowy rok szkolny. Drazic rezygnuje z pracy u Despa i szuka nowego zajęcia. Uczniowie buntują się przeciw zasadom wprowadzanym przez nowego dyrektora szkoły. Nauczycielka fizyki walczy o zmniejszenie liczebności klasy. Po przeprowadzonym teście w klasie zostaje Thania, a musi ją opuścić Zac, któremu bardzo zależało na zaliczeniu tego przedmiotu. Poszukując pracy, Drazic poznaje dziennikarkę telewizyjną i bierze udział w nagraniu reportażu o bezrobotnej młodzieży. Dzięki wstawiennictwu kolegów Zac wraca do klasy. |    |             |                      |
| 188 | 18 | Episode 188 | 4 maja 1999          |
| Drazic bierze udział w nagraniu dla telewizji, a następnie dostaje pracę w hotelu. Ponieważ nie chce przyjąć narzuconych warunków, m.in. konieczności wyjęcia kolczyka z brwi – zostaje zwolniony. Despo zatrudnia Thanię. Lee umawia się z Gem. Wkrótce staje się obiektem plotek. Żeby je zdementować i odzyskać przyjaźń Gem, zakuty w dyby przeprasza ją w obecności kolegów. Despo próbuje uwieść Thanię. Zac pomaga jej zrobić mu psikusa. |    |             |                      |
| 189 | 19 | Episode 189 | 11 maja 1999         |
| Zac pomaga ojcu w pracy i spóźnia się do szkoły. Drazic wciąż nie może znaleźć pracy. Dyrektor proponuje Dennisowi stanowisko przewodniczącego klasy. On przyjmuje je i za bardzo wczuwa się w rolę, czym ściąga na siebie niechęć kolegów. Drazic kupuje Anicie prezent. Dziewczyna zastanawia się, skąd miał pieniądze. Dennis rezygnuje z funkcji przewodniczącego. Ojciec namawia Zaca do porzucenia szkoły i zajęcia się rodzinnym interesem. Chłopak czuje się zagubiony. Postanawia pomagać ojcu. Drazic wraca do szkoły. |    |             |                      |
| 190 | 20 | Episode 190 | 18 maja 1999         |
| Dziewczęta proszą nauczycielkę chemii o zmianę metod nauczania. W szkole pojawia się policjant Todd, który ma prowadzić zajęcia na temat prawa i zajmować się prewencją. Po namowach Lee Zac wraca do szkoły. Ojciec wyrzuca go za tę decyzję z domu. Thania i Gem rozmawiają o nudnych lekcjach chemii z dyrektorem. Drazic dla żartu zabiera policjantowi czapkę. Jest na niego zły za wcześniejsze podejrzenia. Zac przenosi się do domu Lee. |    |             |                      |
| 191 | 21 | Episode 191 | 1 czerwca 1999       |
| Gem opiekuje się siostrą. Po upadku z konia Carly porusza się na wózku inwalidzkim. Lee zaprasza Gem na koncert. Dziewczyna nie przychodzi na spotkanie, ponieważ musi się zająć krewną. W końcu Lee poznaje Carly. Podczas kolacji ta obwinia siostrę o wypadek. W szkole pojawia się nowy uczeń. Marc Vialli jest Włochem i świetnie gra w piłkę nożną, czym drażni Dennisa. Policjant Todd prowadzi zajęcia z samoobrony dla dziewcząt. Między nim i Anitą rodzi się uczucie. Drazic jest zazdrosny. |    |             |                      |
| 192 | 22 | Episode 192 | 15 czerwca 1999      |
| Todd i Anita zostają parą. On rezygnuje z zajęć w szkole. Anita próbuje zerwać z Draziciem. Gdy on uświadamia sobie, że dziewczyna odchodzi, wpada w szał i niszczy szkolne sprzęty. Tylko dzięki dyrektorowi unika przykrych konsekwencji. Anita rezygnuje ze szkoły. Zraniony Drazic nie może pogodzić się ze stratą ukochanej. Marc chwali się butami z aligatora. Budzi nimi odrazę u Thani. Dziewczyna porusza na lekcji problem ochrony zagrożonych gatunków. Pomiędzy nią i Markiem dochodzi do ostrej wymiany zdań. Lee chce zaprzyjaźnić się z Carlą. |    |             |                      |
| 193 | 23 | Episode 193 | 6 lipca 1999         |
| Książę, ukochany koń Carly, jest ciężko chory. Weterynarz rozpatruje ewentualność uśpienia go. Gem nie wie, jak przekazać siostrze tę wiadomość. Szkolny sklepik słabo sobie radzi. Thani grozi zwolnienie z pracy. W końcu wpada na pomysł zwiększenia obrotów. Marc umawia Dennisa na randkę z Sophie. Chociaż spotkanie było bardzo udane, chłopak obgaduje Sophie przed kolegami. Przypadkowo dziewczyna jest tego świadkiem. Dennis przeprasza ją i prosi o jeszcze jedną szansę. Lee informuje Carly o chorobie konia. |    |             |                      |
| 194 | 24 | Episode 194 | 13 lipca 1999        |
| Zac namawia Lee do zaśpiewania własnej piosenki, ale Lee się nie zgadza. Chłopcy odkrywają, że Gem ma bardzo dobry głos. Lee nie chce jednak, aby to Gem śpiewała piosenkę o sobie. Zac i Lee próbują znaleźć nową kandydatkę, ale bez skutku. Lee potajemnie przeprowadza próbę z Gem. W końcu Lee godzi się na wykonanie piosenki przez Gem. Sophie jest zazdrosna, bo Dennis często ogląda się za innymi dziewczynami. Chłopak daje jej pierścionek. Marc imponuje na lekcjach wiedzą o Włoszech i przykuwa uwagę Angie. |    |             |                      |
| 195 | 25 | Episode 195 | 20 lipca 1999        |
| Marc pozbywa się niemodnych ubrań. Zostawia je biednym. W szkole pojawia się niesłysząca Petra. Wkrótce okazuje się, że nie jest uczennicą, a specjalistką ds. komunikacji międzyludzkiej. Zaprzyjaźnia się z Thanią. Marc i Drazic zaczynają się kłócić, kiedy okazuje się, że Drazic ma marynarkę, którą Marc oddał ubogim. Gem nagrywa piosenkę napisaną dla niej przez Lee. Dziewczyna nie odwzajemnia uczuć chłopaka, bo kocha Zaca. Świadomość tego, że rani Lee, nie pozwala jej dobrze zaśpiewać. Lee czuje się fatalnie, kiedy odkrywa, co łączy Gem i Zaca |    |             |                      |
| 196 | 26 | Episode 196 | 27 lipca 1999        |
| Claire niespodziewanie pojawia się w domu Delaine’ów. Przyjechała z Londynu w ramach wymiany międzyszkolnej. Dziewczyna ćwiczy balet. Klasa nie przyjmuje jej dobrze. Lee zaczyna ją akceptować wtedy, kiedy dowiaduje się o jej wcześniejszych problemach. Zac zamieszkuje pod jednym dachem z Thanią i Draziciem. Chłopcy nie mają pieniędzy na czynsz. Szukają pracy. Pani Kassis dostaje od dyrektora dodatkowe zadanie. Ma poprowadzić drużynę softballową. Nie ma o tym zielonego pojęcia. Marc przychodzi nauczycielce z pomocą. |    |             |                      |
| 197 | 27 | Episode 197 | 3 sierpnia 1999      |
| Gem i Zac ćwiczą śpiew. Drazic ma tego dosyć. Zakazuje im prób w domu. Gem trafia do chóru i po wstępnym przesłuchaniu zaczyna profesjonalną naukę śpiewu. Marc umawia się z panią Kassis na korepetycje z chemii. Chłopak coraz bardziej zakochuje się w nauczycielce. Zakochany Marc nachodzi Jackie w domu i w miejscach publicznych. Nauczycielka mówi dyrektorowi o zaistniałej sytuacji. Carson zmusza Marca do zmiany zachowania. Mama Lee coraz więcej czasu spędza z Warwickiem. Lee nie może tego znieść. |    |             |                      |
| 198 | 28 | Episode 198 | 10 sierpnia 1999     |
| Warwick podwozi do szkoły Lee i Clare drogimi autami. Lee ma nadzieję, że niedługo będzie mógł przejechać się jednym z nich. Pani Kassis przeprowadza lekcję o wpływie narkotyków na ludzi. Robi to tak przekonywająco, że można ją podejrzewać o wykorzystywanie własnych doświadczeń. Dyrektor przeprowadza ankietę mającą na celu uzupełnienie danych w teczkach uczniów. Dennis i Gem buntują się przeciw osobistym pytaniom. Postanawiają stworzyć teczkę dyrektora. Śledzą go i posądzają o homoseksualizm. Pani Kassis otrzymuje podejrzany pakunek. |    |             |                      |
| 199 | 29 | Episode 199 | 17 sierpnia 1999     |
| Jill rozpoczyna pracę jako sekretarka w Hartly. Lee początkowo się cieszy, ale potem zmienia zdanie. Carson prosi Thanię i Marca, aby odnaleźli dawnych uczniów, którzy wyróżniali się znajomością historii. Thania odnajduje Beatrice O’Brien, pracującą na uniwersytecie doktor historii, a Marc po wielu trudach dociera do Andrew Leecha. Okazuje się, że Beatrice i Andrew byli kiedyś parą. Gem i Claire zostają zaproszone na przesłuchania do szkoły sztuk teatralnych. Gem nie podchodzi do przesłuchania. |    |             |                      |
| 200 | 30 | Episode 200 | 31 sierpnia 1999     |
| Lee nie radzi sobie z problemami. Uważa, że nauczycielka chemii uwzięła się na niego. Między nią a mamą Lee dochodzi do ostrej wymiany zdań. Zdesperowany chłopak podejmuje próbę samobójczą. Gdy zostaje uratowany, postanawia opuścić Hartly. Kurator sądowy odwiedza Drazica i przypomina mu o kończącym się nadzorze. Przyjaciele namawiają go, by z tej okazji zorganizował imprezę. Podczas prywatki dochodzi do interwencji policji, ale wszystko kończy się dobrze i o północy Drazic odzyskuje wolność. |    |             |                      |
| 201 | 31 | Episode 201 | 7 września 1999      |
| Ojciec Drazica próbuje po latach odnowić kontakt z synem. Drazic nie chce go znać. W szkole pojawia się nowa uczennica. Tess uprawia czarną magię. Nie jest akceptowana przez kolegów. „Rzuca urok” na Dennisa. Wokół niego i z nim zaczynają się dziać dziwne rzeczy. Carson aranżuje rozprawę sądową, podczas której Tess broni się przed zarzutami, że jest czarownicą. Uczniowie dyskutują o rolach płci. Dochodzi do konfrontacji pomiędzy Thanią i Markiem. Para zaczyna ze sobą rywalizować. Po zaciętej walce dochodzą do porozumienia. |    |             |                      |
| 202 | 32 | Episode 202 | 14 września 1999     |
| Współlokatorzy Drazica dowiadują się, że zostali okradzeni przez jego ojca. Pod presją zwraca on ukradzione pieniądze. Podczas wizyty dochodzi do przepychanki ojca z synem. Drazic dowiaduje się, że ojciec jest chory na raka. Tess daje się namówić ojcu na zajęcia z tai chi. Pojawia się na nich także Dennis. Tess zaprasza go do domu. Podczas kolacji Dennis żartuje i niechcący kasuje dane w komputerze ojca Tess. Zac poznaje kuzynkę Marca, Ginę. Chociaż nie „nadają na wspólnych falach”, postanawiają jednak zagrać na nosie Marcowi i zachowują się jak para zakochanych. |    |             |                      |
| 203 | 33 | Episode 203 | 21 września 1999     |
| Po pogrzebie ojca Drazica zjawia się Anita. Początkowo chłopak nie chce, później jednak godzi się na jej pomoc w trudnych chwilach żałoby. Thania dowiaduje się z prasy o cięciach budżetowych na edukację. Po nieudanych próbach dotarcia do ministra rozpoczyna protest na dachu szkoły. Ma żal do Marca, że się do niej nie przyłączył. Na terenie szkoły pojawiają się dziennikarze. Dyrektorowi nie udaje się powstrzymać protestu. Ministerstwo grozi dyrektorowi konsekwencjami za brak reakcji na protest. Carson prosi Marca o pomoc w przerwaniu protestu, jednak po rozmowie z Thanią chłopak przyłącza się do protestujących. Wysłannik ministra, chcąc zapobiec rozprzestrzenieniu się akcji na inne szkoły, wygłasza oświadczenie dla mediów. Gem, pełna nienawiści do Tess, przygotowuje prowokację. Podmienia substancje chemiczne przygotowane przez Tess do badań. Pani Kassis dowiaduje się o podstępie Gem i dziewczyna zostaje ukarana. |    |             |                      |
| 204 | 34 | Episode 204 | 28 września 1999     |
| Ojcu Tess przeszkadza muzyka, której córka słucha. Mężczyzna pozwala jednak dziewczynie iść na koncert, ale tylko w towarzystwie Dennisa. Podczas koncertu Tess znika. Drazic i Anita porządkują warsztat. Pojawia się agent nieruchomości, który przedstawia Drazicowi intratną propozycję. Po podpisaniu umowy informuje Drazica o spadku wartości nieruchomości. Wkrótce w warsztacie pojawia się przyjaciel ojca. Informuje Drazica o niespłaconym długu. Zaczyna nachodzić Anitę, a potem Drazica i grozić konsekwencjami związanymi z długiem. |    |             |                      |
| 205 | 35 | Episode 205 | 5 października 1999  |
| Anita wraca do szkoły. Drazic bardzo angażuje się w pracę w warsztacie i opuszcza przez to zajęcia. Brutt, który uciekł z domu, mieszka w warsztacie. Drazic przegania go, jednak Anita prosi, by zajął się chłopcem, który ma kłopoty z ojcem. Carson ogłasza nabór do przedstawienia „Cyrano de Bergerac”. Gem wpisuje się na listę. Zniechęca Tess do ubiegania się o rolę Roksany. Ta jednak, za namową Denisa, postanawia spróbować, jeśli i on weźmie udział w przesłuchaniu. |    |             |                      |
| 206 | 36 | Episode 206 | 12 października 1999 |
| Tess zakochuje się w Zacu. Dennis bardzo to przeżywa. Udaremnia spotkanie Tess sam na sam z Zakiem. Fotograf z agencji modeli proponuje Marcowi i Drazicowi uczestnictwo w sesji zdjęciowej, aby znaleźć twarz do reklamy. Despo zniechęca Marca i Drazica do pracy w tym charakterze, ale i tak obaj trafiają do studia fotograficznego. Marc weźmie udział w reklamie. Kiedy w mieście pojawia się plakat z jego podobizną, okazuje się, że ktoś oszpecił twarz pryszczami. Chłopak jest załamany. Thania zarzuca Despowi brak higieny w pracy. |    |             |                      |
| 207 | 37 | Episode 207 | 19 października 1999 |
| Ojciec Tess rozpoczyna współpracę ze starym znajomym, który jest jednym z najlepszych twórców gier komputerowych. Clip proponuje Tess umieszczenie jej twarzy w nowej grze. Podczas zdjęć dochodzi do molestowania. Tess nie ma odwagi powiedzieć o tym ojcu, który jest bardzo zadowolony ze współpracy z Clipem. W końcu ojciec Tess dowiaduje się o postępowaniu partnera i daje mu nauczkę. Carson próbuje uświadomić uczniom, że są uzależnieni od telewizji. Anita, Dennis i Drazic zakładają się, które z nich dłużej wytrzyma bez telewizji. |    |             |                      |
| 208 | 38 | Episode 208 | 26 października 1999 |
| Anita próbuje sprzedawać koszulki z własnoręcznie wykonanym nadrukiem. Dennis namawia ją do umieszczania na koszulkach niecenzuralnych napisów. Pomysł podoba się kolegom, ale nie Carsonowi. Zakazuje on przychodzenia w takich T-shirtach do szkoły i zapowiada wprowadzenie mundurków. Gem szykuje kolejną intrygę. Po przeczytaniu zapisków w pamiętniku Marca sugeruje Thanii, że jej chłopak ma romans z panią Kassis. Marc próbuje zaprzeczać, ale Thania nie wierzy w jego niewinność. Zac postanawia zabrać Tess na przystań. |    |             |                      |
| 209 | 39 | Episode 209 | 2 listopada 1999     |
| Dennis i ojciec Tess ćwiczą wspinaczkę skałkową. Drazic, który też zaczął ćwiczenia, szybko rezygnuje. Louie zjawia się w warsztacie. Proponuje Drazicowi inny sposób spłaty długu – naprawę auta, a wkrótce stałą współpracę. Chłopak nie wie, że naprawia kradzione samochody i wpada w ręce policji. Todd prowadzi jego sprawę. Chłopak zostaje aresztowany. Gem próbuje zdobyć Marca. Odrzucona dziewczyna oskarża go o molestowanie seksualne. Carson oddaje sprawę Gem i Marca w ręce policji. Dzięki Thanii Marc zostaje oczyszczony z zarzutów. |    |             |                      |
| 210 | 40 | Episode 210 | 9 listopada 1999     |
| Drazic nie chce współpracować z policją. Opuszcza areszt po wpłaceniu kaucji przez Anitę. Louie nagradza go za milczenie, a Anita prosi Todda o pomoc w tej sprawie. Todd namawia Drazica do złożenia zeznań. Chłopak postanawia wskazać policji winnego. Po lekcji na temat dowodów na istnienie rzeczy niewidzialnych Tess zaprasza kolegów na wieczór z duchami. Podczas seansu zjawia się duch matki Zaca. Chłopak jest przerażony. Tess odkrywa, że to Dennis zaimprowizował całą sytuację. Drazic oświadcza się Anicie i zaprasza wszystkich na ślub i wesele. |    |             |                      |